# 淞沪会战
淞滬會戰（又稱八一三戰役、八一三之役或上海戰役；日本称为第二次上海事變）爆发於1937年8月13日，是中華民國和大日本帝国在中国抗日战争中第一场大型會戰。「淞」是指吳淞江（發源於太湖，匯入黃浦江，後匯入長江，再注入东海。在中國上海市區內河段，吳淞江習稱為蘇州河，簡稱「淞」），「滬」是上海的簡稱。
1937年7月7日卢沟桥事变后，日本于8月13日进攻上海闸北，國民政府軍事委員會委員長蔣介石于次日发表《自卫抗战声明书》表態將會一战。这标志着卢沟桥事变后，中日两国之间关系由华北地区冲突升级为全面战争。日本时為列強，开始全國動員进入全面戰爭。日本大增公債發行，並發起全國「消費節約運動」。
日軍佔領北平、天津後，在南方又集中兵力約28萬人，陸海空三軍聯合猛烈進攻上海、南京地區:37。上海是中國當時首都南京門戶，又是中國經濟中心和重要工業基地:283。國民政府在此地指揮軍隊頑強抵抗:37。前線官兵表現英勇作戰精神，在日本軍猛烈炮火下犧牲巨大:37。日軍原以為戰爭會很快結束，想在三個月內滅亡中國，沒料到在上海地區戰爭持續三個月:37。中国军队以硬打硬拚式單純防禦，來對付優勢裝備日本軍，在戰略上不利；1937年11月12日，日軍攻陷上海:37。華界受到破壞待日後重建，而上海未受戰火波及的租界一帶，戰後則進入「畸形繁榮」的孤島時期。

## 背景

### 西安事變
1932年1月28日晚「一二八事變」，日軍突然攻擊上海閘北的國民革命軍第十九路軍。一二八事變後，國民政府將陸軍大學由北平遷南京，從第十期起改為每年招考一次，還增設特別班、參謀班、將官班等，培訓軍事人才，教官由日人改為德人；秘密成立警衛執行部，由唐生智兼主任，籌備擬訂各地作戰計劃、規定最高級指揮機構、劃分戰區設立司令長官、修築國防工事、籌劃江陰附近之長江封鎖工程等；成立京滬警備司令部，張治中任司令；增建蘇州至嘉興鐵路:32-33。
1935年，林蔚定稿國防計劃，主要建設防禦陣地於鄭州、開封、徐州、海州及河南北部汲縣、新鄉、輝縣地區和京滬杭地區:54。11月19日，上海公共租界一名日本上海海軍特別陸戰隊隊員中山秀雄被射殺，為中山水兵射殺事件。日本海軍與上海領事館擔心日本人社群的不安情緒爆發，殺人事件在案件發生後半年才公佈。事件嫌犯楊文道於1936年5月遭國際租界外國警察隊逮捕。1946年10月12日，楊文道重新審判後改判無罪。
1936年2月，南京政府為準備對日作戰，把全國劃分為幾個國防區，張治中奉命兼任京滬區軍事負責長官:6。張治中以中央陸軍軍官學校教育長名義設置一個高級教官室，作為備戰之實際司令部，武職派在參謀處，文職派在秘書處:7。半個多月後，高級教官室移駐蘇州，先選定獅子林，後移駐留園，對外名義為「中央軍校野營辦事處」:7。
1936年發生日僑萱生鑛作槍擊案與日本水兵遭襲案，日本海軍陸戰隊全員出動在閘北一帶搜查，蔣電令何應欽：「據昨今形勢，對方已具一逞決心，務令京滬漢各地立即準備一切，嚴密警戒，俾隨時抗戰為要。」國軍第三十六師由無錫推進至蘇州附近；第八十七師由江陰推進至常熟、福山一帶；原在南京附近之第八十八師推進至江陰、無錫；並秘密設擴充上海保安總團:9。12月12日西安事變突然發生，原駐京滬區之第三十六師、第八十八師被調走，頓挫淞滬作戰準備:11。第八十八師8個月後被調回（開戰前一刻）；第三十六師則到八一三爆發才被調回，未經集結（8月13日奉令開拔，津浦線途中）就直接加入戰場，對抗戰來說是一個頓挫:116。
中國共產黨得知西安事變後，要求將蔣押至保安交由人民公審處以死刑，但蘇聯強烈反對：「克里姆林宮的戰略家深知，蔣是亞洲大陸足以發動抗衡力量，以阻止、防禦日本進攻的唯一東方軍事領袖。因此他們愛惜蔣的性命。」甚至不惜以斷絕雙方關係要脅中共，斯大林下令限十日內釋放蔣。毛澤東對斯大林不殺蔣的電令「怒氣填胸」:238。張學良、楊虎城與中共之「三位一體」劫持蔣，陳誠認為：「此舉名為抗日，實則脫離中央而走聯俄投共之途徑，較之兩廣問題，更為嚴重。」:863中共在西安事變後樂觀認為：「目前只要三方面團結，真正的硬一下，使中央軍不敢猛進，有可能釋放張學良，完成西北半獨立之局面。」:37
蔣脫險後，認為「內亂癥結仍在共黨」，決心不准張學良再回西北，並從行政上取消“三位一體”的依據，1937年1月5日，以顧祝同、孫蔚如等取代張學良、楊虎城。東北軍將領則同意中央題案調往河南省、安徽省，三位一體宣告解體。淞滬會戰之增援部隊多受到內亂剿共牽制，渡江困難、步行途中，而無法限期支援上海錯失時機:86-89，114-125，312-317。
西安事變之後半年，淞滬警備司令部新修京滬間電報電話線路四條、南翔鎮通至滬西虹橋機場附近之蘇州河木橋、繪制詳細之上海日軍據點位置及全市交通路線圖、增設浦東各縣沿海觀察哨、增設警察總隊、修築國防據點工事29處、做好南市黃浦江封鎖計劃、組織別動隊等:35-36。上海地方領袖杜月笙利用其地方關係，配合國軍預定之作戰計劃，在閘北一帶要點，租貸民房，在室內密建鋼筯水泥掩體，平時不落痕跡，使用時打開槍口:95。

### 平津戰事
1937年7月9日，蔣電令宋哲元：「從速回駐保定指揮，此間決先派四師兵力增援。宛平城應固守勿退，並須全體動員，以備事態擴大」，並電令秦德純：「加強北京城內防衛，望勿再為日軍緩兵之計所欺」。但宋哲元下令國民革命軍第二十九軍：「不管在什麼情況下都不得抵抗。」並撤銷北平市內的戒嚴，希望與日本軍交涉和平解決，以保存個人實力；秦德純則致電錢大鈞：「務必阻止中央軍北上」。由於已摒棄安內攘外的方針，韓復榘、宋哲元等地方派系紛紛要求中央勢力不得介入，一時間蔣也莫可奈何。徐永昌觀察後表示：「隊伍太雜，能戰者甚少，情形殊難描寫。」7月15日，日本人宣佈堅決要求第二十九軍撤離平津地區；南京中央政府宣佈不再授權冀察政務委員會作出任何讓步，並派軍隊沿平漢鐵路北上，集結在北平以南100英里:31。7月29日，蔣發表聲明：「所有平津軍事失敗問題，不與宋事，願由我一身負之。」日本政府對外國記者宣佈：他們不能容忍中國政府對華北「地方」事務之「干涉」:32。7月30日，北平淪陷。7月27日，日本在30,000名冀東反共保安隊幫助下解除通州800名第二十九軍第三十九獨立旅武裝:34-44。7月28日，天津大約有3,000日軍:36；李文田召集600名中國警察同日軍作戰:38。在通州，共400名日本軍政人員被冀東反共軍官訓練團消滅:43。7月29日，日軍轟炸南開大學:41。

### 淞滬會戰之決策
西安事變後，張治中卸除中央軍校教育長一職，專任京滬分區警備司令官。1934年至1937年春天，國民政府預估日軍會從上海與杭州灣北岸登陸，因此動員第三十六師、第八十七師、第八十八師在蘇州吳縣、福山鎮之間構築吳福線（蘇福線，預定226個國防工事，其中已完成157個），無錫、江陰之間構築錫澄線（第三十六師駐無錫；第八十七師駐江陰、常熟；第八十八師駐蘇州）。淞滬線是從上海到吳淞口，蘇福線是從蘇州到福山鎮，錫澄線是從無錫到江陰，這些工事都是在極端保密下完成的:764。另有乍浦、平湖鎮、嘉興之間的乍平嘉線（第五十七師阮肇昌負責構築），海鹽經嘉興至吳江的海嘉線國防工事。
蔣開闢淞滬戰場，目的是分散日軍兵力：「敵軍戰略本以黃河北岸為限，如不能逼其過河，則不能打破其戰略，果爾，則其固守北岸之兵力綽綽有餘，是其先侵華北之毒計乃得完成，此於我最大之不利。我欲打破其安佔華北之戰略，一則逼其軍隊不得不用於江南，二則欲其軍隊分略黃河南岸，使其兵力不敷分配，更不能使其集中兵力安駐華北。中倭之戰必先打破其侵佔華北之政策，而後乃可毀滅其侵略全華野心。總之，倭寇佔京滬，其外交政策已陷於不可自拔之境，而其進佔魯南，則其整個軍略亦陷於不可收拾之地也。」
蔣和德國顧問亞歷山大·馮·法肯豪森曉得華北平原無險可守，但上海街道和周邊地區水道滿佈，對中國輕裝備部隊有利:165。蔣百里建議：「滬寧方面，敵人不利於使用大部陸軍，我方應取速決主義，不宜多控制預備部隊於後方，使敵人能以少數兵力，牽制我大部兵力。平津方面，敵人仍將集中優勢兵力，我方應取持久主義，兵力應有縱長之配置。」:7
7月27日，國民政府海軍部長陳紹寬奉命在行政院會議上報告，將實施在長江江陰段沉船以封鎖航道的計劃。
7月30日，張治中判斷：「我在北方作戰，固不宜破壞上海，自損資源，然若敵方有左列徵候之一，如：1. 敵決派陸軍師團來滬，已開始登陸輸送時；2. 敵派航空母艦來滬時；3. 敵在長江艇隊來滬集會時；4. 敵在滬提出無理要求，甚至限期答覆，即斷定敵發動無疑。則因我主力軍遠在蘇常以西，輸送展開在在需要，且上海保安團抵抗力薄，諸種關係，似宜主動地位，首先發動，較為有利。」南京表達同意，覆電：「應由我先發制敵，但時機應待命令。」
1937年8月4日，白崇禧奉蔣電召飛抵南京，委白任副參謀總長職:1。中國最高當局知日本為貫徹其大陸政策，必不會停止行動，乃於南京召集全國將領開會，表示決心抗戰:1。8月7日，南京國防會議裡《關於中央之軍事準備》：「全國軍隊列入抗戰序列者，第一線約100個師，預備軍約80個師，使用於河北約50個師」主戰場以河北、山東北部、河北南部為第一戰區。但何應欽認為開戰有困難：「財政開支擴大，槍械、子彈僅可供六個月之需，防禦工事未完成，空軍不足等。」國民政府外籍顧問端納曾建議：「對日作戰須先消滅上海、漢口、青島之日本駐軍，再全力對付平津戰事。」軍事委員會管理部代部長姚琮：「其利有五：指揮利便、集中容易、補給較便，江南多港灣不利于敵；易動列強觀感而得多助。」因此，1937年《國防作戰計劃》規定：「長江下游地區之國軍，於開戰之初，應首先用全力佔領上海，無論如何，必須撲滅在上海之敵軍，以為全部作戰之核心，爾後直接沿江海岸阻止敵之登陸……不得已時，逐次後退到預設陣地，須確保乍浦、嘉興、無錫、江陰之線，以鞏固首都。」

## 中國情勢演變
中國一切階級都日益認識到，進一步對日本屈膝妥協，對中國一切階層都將意味着毁滅:11。1937年8月9日下午五时半，日本帝國海軍陸戰隊西部派遣隊中尉大山勇夫帶一等兵斋藤要藏，乘车由法租界入上海虹桥机场警戒線內:68，於附近滋事，中国保安隊阻其前進，雙方發生衝突，保安隊死一人，大山等亦被击毙，由是引起交涉:112。是为虹桥机场事件。此事发生，增加上海戰爭危機，但雙方均表示用外交方式解決:68。中國亦派大軍分佈在真茹、閘北及京滬鐵路沿線，藉以自衛:68。張治中被任為京滬警備司令，所統率之部隊為第八十八師、第八十七師及教導總隊:68。日軍以此為借口，要求國民政府撤出上海保安隊，拆除一切防禦工事，並向上海增兵:67。中國持不擴大事態方針，由上海市長俞鴻鈞和国民政府外交部秘书周珏分别向日本驻沪总领事和日本海军通话，與日軍折衝。当时日方声明，日本海军陆战队官兵本日未有奉命外出。纵令有人外出，也决不会有到虹桥机场。因为日本官兵是绝对不应该到机场的。
8月8日，英國、美國、法國、德國、意大利五國向日本提出交涉：「除在原則上強調應尊重上海的中立地位外，還應特別指出日本不應將上海作為軍事基地，也不應向其增派軍隊。」日方拒絕。8月9日五國大使照會日本：「由於中國已表示希望避免上海發生戰事，我們希望日方也做出類似表態，防止在上海發生使得形勢進一步緊張化或可能與中國軍隊發生武裝衝突的事件。」
8月10日，日本运送增援部队到上海。

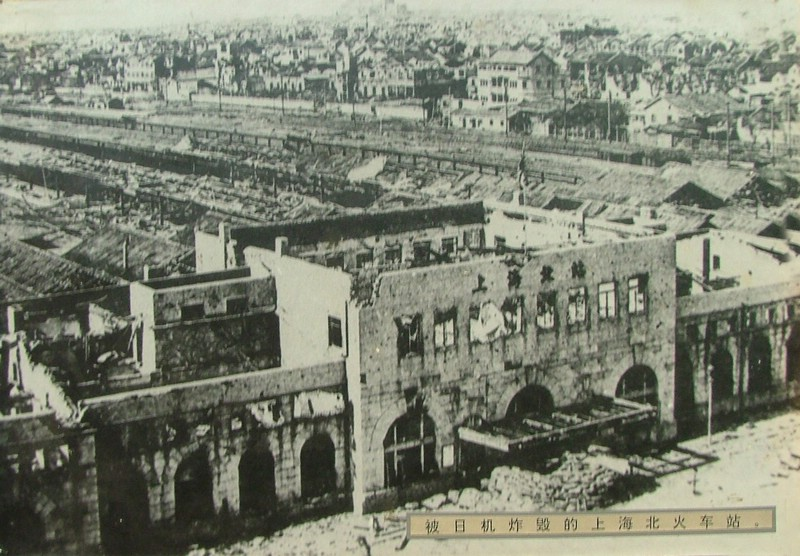
经过数月轰炸后的上海北站

8月11日，日軍佐世保第二艦隊軍艦16艘開到，陸戰隊2,000名登陸:68。國民政府軍事委員會令京滬警備司令張治中率第八十七、第八十八師赴上海組織防禦:67。第八十八師二六二旅向閘北地區推進，占領北火車站——寶山路——八字橋——江灣路之線，迅速展開占領陣地，利用杜月笙構築之家屋內工事，打開槍口清掃射界，構成街市戰陣地:97。日本駐上海領事岡本謁見俞鴻鈞市長，對虹橋事件要求撤退保安及撤除防禦工事:68。蔣命令受過精良訓練的國民革命軍第八十七師、第八十八師、教導總隊，裝甲部隊、重砲部隊等陸續集結至上海市郊；蔣与德国軍事顧問團團長亞歷山大·馮·法肯豪森均坚信「上海必须固守」，因为华北平原无险可守，日本机械化部队可横行无阻，而上海的街道与水道，则有利于中国轻武装部队作战。日本駐上海總領事向上海市長提出要求，中国方面的事件責任者謝罪並判刑，限制停戰協定地區內的保安隊員人數、裝備及駐軍地點，撤除上海的所有防御工事，設立監視以上實行的日支兵團委員會。又淞滬停戰協定共同委員會亦助日本要求中國撤兵，均為俞氏嚴予駁斥，謂：「中國無挑釁意思。日既先行破壞協定，軍隊行動，絕對自由。」:68中國外交部亦聲明：「中國在本國領土內，實行自衛，今後一切責任，應由日方負之。」:68上海嚴正駁斥，英、美、法、義外交官要求國民政府將上海列為不設防城市。同時，日軍以軍艦20餘艘護送運輸艦向上海增補軍需品，並動員日本駐上海海軍陸戰隊（約3,200人）與在鄉軍人、義勇團。俞鴻鈞認為：「日本一面贊同以外交方式解決本案，一面又增兵威脅，殊屬不合。」下午9時，張治中接到南京統帥部之電話命令，將全軍進至上海附近:15。日本的苛刻要求遭到国民政府拒绝，軍事委員會委員長蔣介石決定：不可能接受如此條件，準備戰鬥。國軍原定於8月13日拂曉前開始攻擊，但由於英美等駐華使節正在調停，中國為顧及國際視聽下令前線張治中暫停攻勢：「希等候命令，並需避免小部隊之衝突為要。」日軍並將其第1、3艦隊30餘艘艦艇集中在吳淞口。
8月12日，國民政府設立國防最高委員會:111，推蔣為陸海空軍大元帥，統率全局，領導對日抗戰:112。中國海軍完成對江陰水道阻塞作業，共沉大小船隻35艘。國軍第八十七師王敬久第二五九旅抵虬江碼頭；第二六一旅抵蕰藻浜車站、吳淞鎮。第八十八師孫元良第二六二旅原本集結區為真如，但孫元良鑑於一二八作戰經驗，獨斷下令第二六二旅往閘北推進。
是日下午3时，应日方要求，召开淞沪停战协定共同委员会会议。会议在上海公共租界工部局会议厅举行，出席者除中日双方外，尚有英、法、美、意四国代表，日方代表冈本声称：今晨中国保安队及正规军队，已在近郊设置防御工事，此种行动，违反停战协定，应请共同委员会加以注意，采有效办法，加以制止。俞鸿钧当即驳斥：“共同委员会设置之目的，在维持上海之和平与治安，并非协助日本政府实施侵略政策”。“虹桥事件发生后，日方曾一再表示静候调查事实真相，以外交方式解决，但一面竟军舰云集，军队大增，军用品亦大量补充，此外尚有大批军舰正在途中，源源而来。此种措施，不独妨碍各国侨民之安全，且对中国为一种威胁，且足发生危害之行为。中国在本国领土内，当然有权采取自卫之行动。……我方秉承中央所定人不犯我，我不犯人之一贯政策，对侨居上海之各国侨民，仍当加以保护。”各代表提议可否将保安队稍稍后退以免冲突。俞鸿钧答：“停战协定早已为日方破坏，故本日实无召集共同委员会之必要。”“我国军队，在本国土地行动，有绝对自由之权，此则未容他人之置议。”“为维持上海之和平治安计，如日本将增加之军舰与军队调回，则我方对撤退保安队一点，亦愿加以考虑。”会议毫无结果而散。日本在会上表示竭力避免战争，在行动上作好战争准备。日陸軍省動員30萬兵力分赴上海與青島。日本海军陆战队在12日晚陆续登陆，在越界筑路区一带布防。

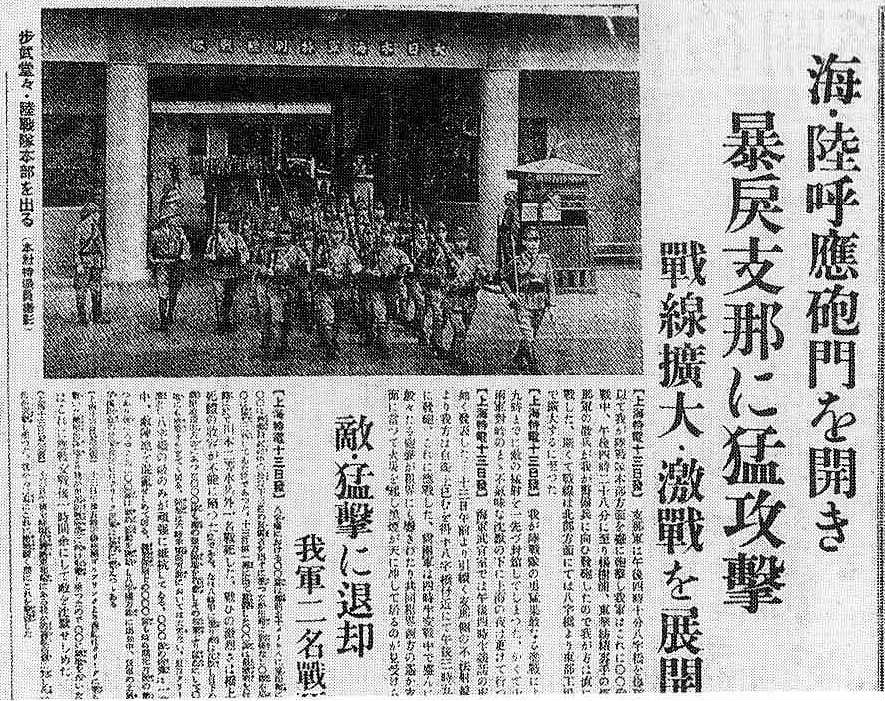
《朝日新聞》1937年8月14日的宣傳戰

## 日本情勢演變
一二八事變以後，日方以虹口日軍營房為核心，在周邊租界、紗廠構築百餘處堅強掩體工事。日軍參謀本部於盧溝橋事變後擬訂〈處理華北時局要領〉：「如抗日行為波及華中華南時，亦以不出動陸軍兵力為原則」。日本參謀本部以「防蘇」為戰略重點，認為中國華北地方割據，派系獨霸一方色彩濃厚，中國將無力發起全面戰爭，只要再把華北鎮壓即可，故當時沒把中國華中兵力當成對手。

日本據參謀本部井本熊男記述：
對華兵力使用限度的拘束，不用說，是來自對於蘇俄的考慮。當時的想法，對蘇兵力，加上預備隊，是23個師團。而總動員兵力是30個師團，所以對華使用兵力只能有7個師團。因此沒有向華北增兵的餘裕。若有個萬一時，是想就近從華北方面向東北轉用兵力；但也覺悟到，這樣的兵力轉用，幾乎是不可能的難事。
但稻田正純認為：早在7月10日通過了由武藤章大佐所擬訂之日本本土三個師團動員案，已從根本上推翻石原莞爾部長的不擴大方針。
日本原本對蘇聯軍隊有所顧慮，未料到斯大林於1937年6月11日進行大清洗，連米哈伊爾·尼古拉耶維奇·圖哈切夫斯基元帥（紅軍拿破崙）都遭到殺害。6月30日，日本艦艇在黑龍江乾岔子島擊沉蘇聯砲艇，日本駐蘇大使與蘇聯交涉時發現對方態度軟弱，日本軍部因此認為蘇聯內部不安，於是擴大對華戰事的想法開始出現:133。
日本在進攻華北同時，又于1937年8月9日製造日军官兵驾车直冲虹桥机场侦察被击毙事件作為藉口，策劃進攻上海:283。是为「虹桥机场事件」。
7月23日，日本首相近衛文麿採納石原莞爾的建議，派出宮崎龍介為和談密使，並事先告知中國駐日武官蕭叔宣安排相關事宜，預定由神戶出發時被日本軍部查獲，遭便衣憲兵逮捕。7月28日，日本政府下令撤走長江沿岸日僑，上海日僑準備以武力保護不在撤退之列。7月29日，日本參謀本部制定《對華作戰計劃大綱》：「一、以中國駐屯軍進行作戰，在平津地區對中國軍隊盡量加以沉重打擊。二、在情況不得已時才在青島和上海附近作戰。」
當時日軍在河北、綏遠、平津一帶:1。8月10日，日本海軍希望控制長江流域，日本海相米內光政覺得軍力不夠，要求陸軍出兵，但遭到陸軍次官梅津美治郎與參謀本部石原莞爾的反對，經過爭辯後決定派遣最小限度的兵力進行壓制。8月11日，日本第三艦隊駛集黃浦江及長江下游瀏河以下各港口:15。到8月12日止，日本藉此集中軍舰30余艘，海军及陆战队1.5万餘人，於8月13日向國軍進攻，淞滬戰爭遂告發生:112。日本集結駐上海陸軍及海軍陸戰隊約萬餘人:68。

## 參戰部隊

### 中國部隊
1937年9月21日以後，第一期防禦部隊，第三戰區司令官蔣，副司令顧祝同。
| 左翼作戰軍 | 中央作戰軍 | 右翼作戰軍 |
| --- | --- | --- |
| 總司令陳誠 | 總司令朱紹良 | 總司令張發奎 |
| - 第十五集團軍，總司令羅卓英 - 第十八軍，軍長羅卓英兼 - 第十一師，師長彭善 - 第十三師，師長萬耀煌 - 第十四師，師長霍揆彰 - 第四十四師，師長陳永 - 第六十師，師長陳沛 - 第六十七師，師長黃維 - 第七十四軍，軍長俞濟時 - 第五十一師，師長王耀武 - 第五十八師，師長俞濟時兼 - 第一軍，軍長胡宗南 - 第一師，師長李鐵軍 - 第七十八師，師長李文 - 第三十九軍，軍長劉和鼎 - 第五十六師，師長劉尚志                         | - 第九集團軍，總司令朱紹良（兼）、香翰屏 - 左翼王敬久 - 第七十一軍，軍長王敬久 - 第八十七師，師長王敬久兼 - 第七十八軍，軍長宋希濂 - 第三十六師，師長宋希濂兼 - 第六十一師，師長鐘松 - 獨立第二十旅，旅長陳勉吾 - 砲兵第三團第二營，團長盧蔚雲 - 重迫擊砲第三營 - 戰防砲第一營 - 右翼孫元良 - 第七十二軍，軍長孫元良兼 - 第八十八師，師長孫元良兼 - 第十八師，師長朱耀華 - 上海市保安總團，總團長吉章簡 - 砲兵第三團第一營，團長盧蔚雲 - 戰防砲第一營一連 - 步兵學校小砲排 | - 第八集團軍，總司令張發奎 - 第二十八軍，軍長陶廣 - 第六十二師，師長陶柳 - 第六十三師，師長陳光中 - 第六十七軍，軍長吴克仁 - 第五十五師，師長李崧山 - 第七十九師，師長陈安宝 - 獨立第四十五旅，旅長張鑾基 - 砲兵第二旅蔡忠笏第二團                                      |
| - 第十九集團軍薛岳 - 第四軍，軍長吳奇偉 - 第五十九師，師長韓漢英 - 第九十師，師長歐震 - 第六十六軍，軍長葉肇 - 第七十七師，師長羅霖 - 第一五九師，師長譚邃 - 第一六〇師，師長葉肇 - 教導旅 - 第七十五軍，軍長周碞 - 第六師，師長周碞兼 - 獨立第三十四旅，旅長羅啟疆 - 第六十九軍，軍長阮肇昌 - 第八師，師長陶峙岳 - 第十五師，師長王東原 - 第十六師，師長彭松齢 - 第五十七師，師長阮肇昌兼 - 第三十二師，師長王修身 | - 第21集团军：廖磊 - 第七军：周祖晃 - 第四十八军：韦云淞 - 第16师：彭松龄 - 第17军团：胡宗南 - 第一军：胡宗南（兼） - 第19师：李觉 - 第32师：王修身 | - 第十集團軍，總司令劉建緒 - 第七十軍，軍長李覺 - 第十九師，師長李覺兼 - 第四十五師，師長戴民權 - 第46师：戴嗣夏 - 第五十二師，師長盧興榮 - 新編第三十四師顾家齐 - 预备第11师：胡达 - 独立第37旅：陈德法 - 暂编第11旅：周燮卿 - 暂编第12旅：李国钧 - 暂编第13旅：杨永清 |

國軍參戰軍隊未必準確，部份僅列名戰區序列，實際可能被移轉至杭州灣、浙東防禦。其間中國空軍閻海文上尉之壯烈事蹟受到日軍讚揚；沈崇誨上尉因機械故障與日艦同歸於盡。

### 日本部隊

#### 日本第一次大規模增兵
8月14日首批編成部隊上海派遣軍，司令官松井石根大將，參謀長飯沼守少將
- 第3師團，師團長藤田進中將（8月18日於熱田港啟航，8月23日到吳淞張華濱登陸）
- 第11師團，師團長山室宗武中將（8月18日於多渡津啟航，於8月23日到達寶山川沙河口，強行登陸成功）
- 獨立飛行第6中隊

備註：詳見1937年上海派遣軍戰鬥序列

#### 日本第二次大規模增兵
日本參謀本部於9月7日以「臨參命」第916號命令，調以下部隊轉屬上海派遣軍。該部隊於9月12日後，陸續進入淞滬戰場。
- 後備步兵10個大隊
- 砲兵3個大隊
- 工兵2個大隊
- 重藤支隊（台灣守備隊5個步兵大隊、1個山砲中隊）

日本參謀本部於9月11日以「臨參命」第919號命令，下令派遣下列部隊增援淞滬。
- 第9師團（9月23日自大阪啟航，27日在楊樹浦至吳淞間登陸）
- 第13師團（9月27日自神戶啟航，10月1日在張華濱、虯江口一帶登陸）
- 第101師團（9月18日自神戶啟航，22日在吳淞、楊樹浦間登陸）
- 野戰重砲兵第五旅團
- 飛行團

#### 日本第三次大規模增兵
日本參謀本部於10月20日發出「臨參命」第119號命令，正式組建第10軍，司令官柳川平助，參謀長田邊盛武。在杭州灣北岸登陸，會同上海派遣軍攻略上海命令。
- 第6師團
- 第18師團
- 第114師團
- 國崎支隊
- 獨立山砲兵第2聯隊
- 野戰重砲兵第6旅團

日本參謀本部於10月30日發出「臨參命」第134號命令，將第16師團編入上海派遣軍的戰鬥序列。
1937年虹橋事件以前，日本在上海軍艦本有12艘，8月11日又有佐世保第2艦隊軍艦16艘開到，陸戰隊2,000名登陸:68。日本為支援上海作戰，日本海軍以加賀、龍驤、鳳翔等航母於長江口外之佘山岛一帶，策應日本本國機群作戰。
日本第1艦隊、第3艦隊除了5艘於吳淞口外，川內、由良、名取、鬼怒之二等巡洋艦，與時雨、白露、夕暮、有明、初霜、子日、若葉、初春等新式一等驅逐艦，早在8月10日前停泊於淞滬附近。

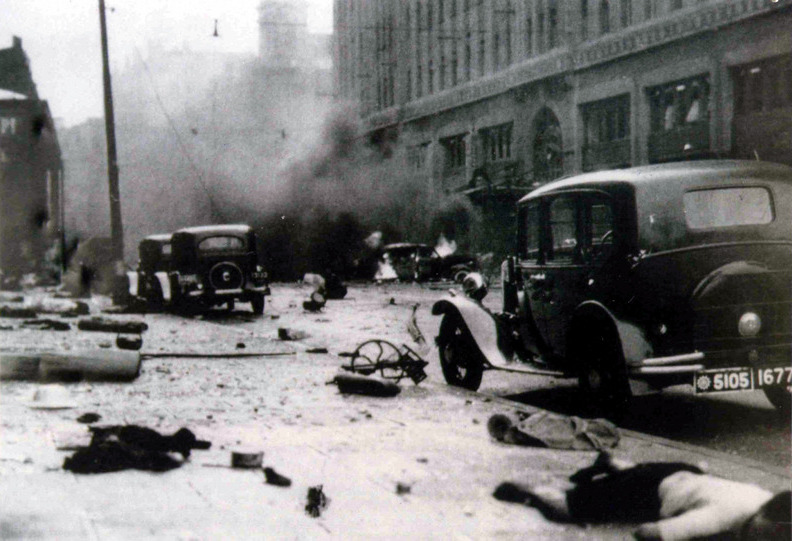
1937年8月14日，中国空军飞机意外墜彈於公共租界與法租界交接處的大世界，造成上海平民三千人死傷

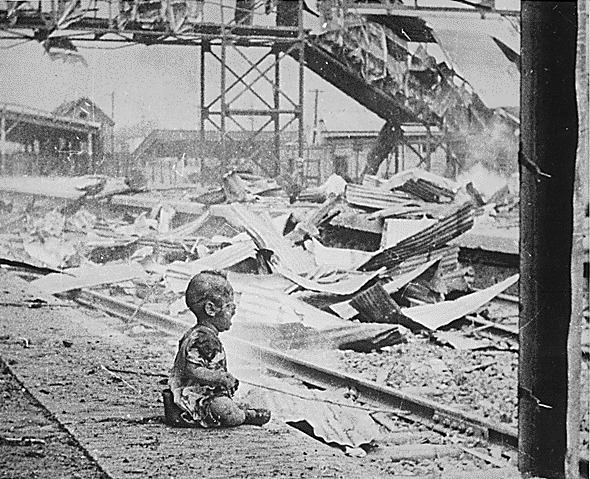
美国媒体所发表之宣传照片《中国娃娃》，《日军轰炸后的上海南火车站》，1937年8月28日

## 「八一三」
8月13日上午9時，日軍先以一輛坦克車掩護4、5人試探進擊閘北，國軍還擊:69。至11時稍停:69。上海市長俞鴻鈞曾向日方嚴重抗議，並將抗議書錄送領事團:69。上午，中國第八十七師、第八十八師進至上海市區，第九集團軍司令張治中下達對虹口警戒，集團軍主力於上海北站、江灣、吳淞一線，第八十八師一部對豐田紗廠之日軍警備；第五十七師第一六九旅進至徐家匯至工部局苗圃一線；獨立第二十旅第六五九團，集結於北部涇橋及虹橋機場:68。日軍炮擊後進攻，中國軍隊立即反擊，淞滬抗戰正式爆發:68。同時日軍艦艇主動開始炮擊閘北國軍陣地，下午3時日军在海、空火力支援下，由租界再次进攻闸北地区宝山路、八字桥和天通庵路:410，國軍第五二三團第一營開始在上海八字橋遭遇日本海軍陸戰隊，雙方進入戰鬥狀態。下午3時半，中日兩軍正式開火:69。日軍司令部設於楊樹浦公大紗廠內，當日國軍克復八字橋，日軍攻寶山路青雲橋，佔引翔港:69。日军以虹口日租界为依托，在長谷川清指揮下，先以一部進攻天通庵、橫浜路一帶，接著以主力進攻寶山路、八字橋、天通庵，均被中國軍隊擊潰:67。日軍在坦克掩护下沿宝山路进攻闸北、虹口，國軍守军第八十八师还击:67。下午5時，日本海軍上海特別陸戰隊司令官，下令全軍進入戰鬥狀態。日本海军随即派遣军舰16艘，其陆战队在淞沪登陆。日本居留民团总部也同一时间向上海日侨发出全面备战的命令。日本陆海军沿上海北四川路、军工路一线发动全面进攻。是日夜，國民政府軍事委員會令第九集團軍於8月14日拂曉開始攻擊虹口附近地區日軍:68。两军前哨部队在八字桥遭遇，易谨营长射击日军。
國軍第八十八師發起總攻，突擊日本海軍上海海軍特別陸戰隊本部；然而在日軍堅固要塞陣地及第3艦隊駐上海驅逐艦有力艦砲支援下，國軍攻勢受挫。

## 「八一四」
8月14日，國民政府發表《自衛抗戰聲明書》，痛斥日本對中國之侵略，宣佈實現天賦自衛之權:112。《自衛抗戰聲明書》宣告「中國決不放棄領土之任何部分，遇有侵略，惟有實行天賦之自衛權以應之。」第九集團軍在總司令張治中的指揮下，奮勇抗擊日本侵略軍。
蔣鑑於敵軍裝備優良，國軍不利於陣地作戰，乃擬定一長期作戰方略，利用廣大之空間土地，求得時間上持久之勝利，不重一城一地之得失，而以積小勝成全大局；同時發展敵後武力，使敵軍活動僅限於點線，首尾不能兼顧:112。是日起，上海戰況即趨劇烈，日海陸空軍全體出動，兩方互以大砲轟擊，日夜不停，江灣路及北四川路各處，中國軍隊節節勝利:73。蔣下達總攻擊令，命令國民革命軍第八十八師奪回8月13日被日軍攻擊占領的市區據點，並向日軍陣地進攻:265。隨後大日本帝國陸軍向上海增援，中日軍在上海市狹窄的巷弄內廝殺攻防，双方都死伤惨重。中國空軍飛上海作戰，曾炸日領事館及出雲號旗艦未中，然在瀏河則炸沉日艦一艘，傷四艘，中國飛機一架受傷:73。中國空軍轟炸滙山碼頭、日本海軍陸戰隊司令部，炸傷第3艦隊旗艦「出雲號」等10餘艘日艦:67:281
上海上空，空戰激烈，日方之高射炮火，滿佈天空，吳淞口炮戰亦烈:73。中國飛機一架因彈架損壞，二彈落大世界前，死傷市民1,000餘人，至為痛惜:73。京滬警備部隊改編為第九集團軍，張治中任總司令，開始全面反擊日軍:67。
14時50分，日機最精銳之聯隊鹿屋及木更津海軍航空隊18架九六式陸上攻擊機由臺北松山機場起飛後分兩路侵襲，9架轟炸杭州筧橋空軍基地，9架轟炸廣德機場:112。下午，日軍6架九六式陸上攻擊機由台灣飛杭州、廣德、長興轟炸，被國軍擊落3架:415。國民政府航空委員會防空總臺首任少將總臺長陳一白當即無線電急告從南京開會直接飛抵剛剛降落的空軍第四大隊高志航少校大隊長，在不到30分鐘空戰中，高志航擊落日機2架，全大隊擊落日機6架。日機被空軍第四大隊高志航部痛殲，造成九比零之紀錄:112。中國空軍全部安然返防，為勝利之始:73。當晚日本廣播稱“18架飛機中，有13架失去聯絡”。此後國民政府航空委員會秘書長宋美齡提議以後每年8月14日為中國空軍節。各地爆發多起空戰，空軍有效攔截日軍侵擾，據不完全統計當日光加賀號便折損10架攻擊機，在8月時雙方都仍互有勝負。
國民政府軍事委員會委員長蔣下達總攻擊令，命令國民革命軍第八十八師與第八十七師奪回8月13日被日軍攻擊占領的持志大學、五洲公墓、滬江大學、八字橋等市區據點，並向日軍陣地紗廠進攻。第八十八師第二六四旅長黃梅興在持志大學戰鬥過程被迫击炮擊中陣亡:265。第八十八師進攻虹口的日本海軍陸戰隊司令部。
同日，日本近衛內閣召開臨時內閣會議，決定對中國採取「斷然措施」。

## 八月進攻階段
8月13日以後兩個星期裡，戰鬥集中在上海心臟地區3英里長戰線上，日本海軍大炮轟炸城郊閘北和江灣，陣地前沿整個街區放火，形成火牆以防備側翼進攻，中國戰士和日本海軍陸戰隊員衝上去拚死廝殺:90。8月15日，日機16架襲南京，中國飛機升空迎戰，擊落日機6架，中國損失1架:73。15日、16日，日本海軍第三艦隊機再襲杭州、南京、嘉興、南昌等地，被國軍擊落達46架之多，日鹿屋及木更津兩機隊幾盡殲:112。8月15日，蔣介石日記記道：“倭寇空軍技術之劣，於此可以寒其膽矣！”颱風過境上海。中國軍隊在虹口曾迫入公共租界中區，挺進至滙山碼頭，日本海軍操場一帶有血戰:73。中國下令總動員，滬杭為第三戰區，作戰方針為「戰區以鞏固首都及保有經濟策源地之目的，迅速圍殲上海附近之敵，並打破其沿海沿江登陸之企圖」。淞滬之戰國軍由陳誠率大軍增援，參戰部隊達50餘師，日軍增援亦在30萬以上，藉海空軍掩護，對國軍發動猛攻:112。日本下令總動員，以第3師團、第11師團為基幹編組「上海派遣軍」，日本天皇任命松井石根大將為司令官，任務為「協同海軍擊滅上海附近之中國軍，並佔領上海及其北方地區要線」:275
日本帝國政府發表聲明：「帝國已達到其能隱忍之限度，為著膺懲支那軍之暴戾，促使南京政府之反省，現今不得不採取斷然之措施。」:1128月15日，日本軍機20餘架炸杭州，16架炸南京，在杭州被國軍擊落8架，在南京被擊落6架:415。8月15至18日，中國第八十七師、第八十八師及上海警察、保安隊，進攻上海市區日軍，中國軍隊傷亡嚴重，中日戰事日趨擴大:67。
8月16日在句容被國軍擊落2架，擊傷1架。在上海被國軍擊落2架，在揚州、鎮江被國軍擊落3架，在嘉興被國軍擊落2架:415。8月17日，國軍第三十六師到達南翔。中國駐日大使許世英主張抵抗：「日本之所謂不擴大者，蓋為對內欺君民，對外欺國際之口號，對我國則藉獲暇豫，大量徵發，積極充實戰備。本月中旬後必大舉攻我，最小限度亦須完成其華北五省計劃。」共計3日來，日本軍機損失已在30架以上，國軍軍機僅受傷數架，空軍人員死2人，傷5、6人:415-416。
8月18日，日軍第3、第11師團完成臨時動員，分別由熱田港、多渡津港出航，集結於馬鞍群島。國民革命軍第十八軍由蘇州一帶進入戰場。國軍又停止進攻，蔣派陳誠與熊式輝視察上海戰況。蔣下令任命陳誠為第三戰區前敵總指揮，引來張治中不滿：「陳辭修資格太淺，怎能指揮我！」馮玉祥雖是兩人直屬上司，但無法調和兩人摩擦。
8月19日晚，王敬久率駐守四川北路的第八十七師逼近日本海军陆战队司令部。次日，第八十七師在被日軍攻擊下退回四川北路陣地。
8月20日，國民政府軍事委員會成立第三戰區，以馮玉祥為司令長官，顧祝同為副司令長官；將淞滬戰場劃分為5個區域防守:67。匯報上熊式輝認為上海不宜打。陳誠建議：「敵對南口在所必攻，同時亦為我所必守，是則華北戰事擴大已無可避免，故敵如在華北得勢，必將利用其快速裝備沿平漢鐵路南下直撲武漢，於我不利，不如擴大滬事以牽制之。」:167蔣對陳分析很贊同，說：「一定打。」:168陳說：「若打，須向上海增兵。」:168同日，宋希濂率領的第三十六師進攻匯山碼頭，雖然一度攻入，但最終並未能奪取。
8月21日，日軍日久米師團抵吳淞口；日軍軍艦猛攻獅子林、張華浜、蕰藻浜、瀏河、楊林口:75。中國為保證作戰安全，斯大林為解除東顧之憂及使中國共產黨甦醒，在南京簽訂《中蘇互不侵犯條約》:75。
8月22日，上海市區戰爭移至百老滙路及北四川路附近:75。是晚，日軍松井石根大將率第3、第11师團及第13、第16師團各一部，同時登陸吳淞、川沙，進攻寶山、羅店、瀏河一線:67。國軍第五集團軍於晚間全線反攻日軍。原打算由匯山碼頭突破，可惜攻擊過早，第九十八師尚未趕到，導致第三十六師之攻擊陷入被動，陳誠：「我軍以五師之眾，對數千的敵陸戰隊實行攻擊，竟未能奏功，實在是當時部署種種不當的緣故。」:196
8月23日，日艦31艘集蕰藻浜兩路局碼頭冒死登陸，卒為中國軍隊肅清:74。其中隸屬名古屋第三師團的第六步兵團(名古屋第三師団歩兵第六連隊)在歷經半個月的激戰後幾乎全軍覆沒，日軍為此事雕刻了近百具的半身或全身石像，現今放置於愛知縣中之院寺廟境內。同日，日軍又在寶山、川沙間登陸；第十五集團軍總司令陳誠奉命守羅店，經激戰後，未幾即成焦土；下午，日機投擲一彈於上海市鬧區之先施百貨公司，死傷700餘人，四周商店均震毁:74。
美国国务卿科德爾·赫爾再次通电呼吁中日停战；他以為日军损失不小。此時日軍第3、11師團開始強行登陸吳淞鐵路碼頭、川沙口（非浦东川沙，乃今宝山小川沙），並擊退沿岸守軍。國軍江防司令劉和鼎電報請求支援，張治中覆電：「敵人於獅子林、川沙口登陸，即與陳誠次長商定部署，以第11師向羅店北進，支援第56師之作戰，而由正面抽出兵力為預備隊……是時據報蕰藻浜附近同時有敵軍登陸，我守軍迎擊中……」
8月24日，中國軍隊反攻獅子林、吳淞，日軍一度被擊退；然日軍初步登陸者5,000人終未驅盡，留駐於吳淞一帶:74。陳誠第十五集團軍第11、第14、第67、第98師與日軍血戰:67。張治中電：「連日敵機甚為活躍，全日在各處轟炸，毫無間斷，我軍日間幾無活動餘地。」白崇禧：「無制空權，仗無法打。我官兵日間因飛機不能動，夜間因探照燈亦不能動。長期抵抗需另作打算。」
8月25日，日本任命松井石根到上海充任統帥，同時宣佈封鎖中國沿海口岸；英國大使許閣森由南京乘汽車去上海，中途亦為日機投彈，英使受傷:74。
8月26日，日本外相廣田弘毅向全世界廣播說：「日本現在惟一的方針是給中國以打擊，使之屈膝，不再有戰鬥的精神。」:82同日，日本空軍飛到中國首都南京貧民區北府塘炸毁6所學校、1座醫院，炸死200名工人:82。日本海軍發表人在上海宣佈，對中國海岸線從秦皇島到北海全部封鎖:89。
8月27日，日本陸軍前來增援海軍，在長江和黃浦江滙合處登陸:90。當天上海南站遭到日軍轟炸，造成平民傷亡。
8月29日，德國顧問亞歷山大·馮·法肯豪森建議國軍死守羅店：「敵之目標，為驅逐我軍遠離上海，截斷我與政治、財政策源中心之聯絡。目前最要害地點，莫如羅店。宜絕對在該處阻止敵人，使不能犯劉行，更不能趨向嘉定。穩固由南翔經嘉定－太倉之連絡，極關重要。」羅店失陷:67。國軍退守閘北、江灣、廟行、雙草墩一線:2。日軍一部進逼獅子林:67。
8月30日，英國向日本抗議；在上海初期戰爭中，日本飛機，大砲曾相當威脅中方；吳淞口外集結之日軍準備登陸者15,000人，以大砲掩護，時圖著陸；日機炸南京上海沿線；英國、美國、法國一再圖調停戰事，將上海劃為中立區，乃戰端已開，無法收拾而不果；日本首相談話：「目前已不能與南京交涉，唯有痛擊中國，使之屈膝。」:74，而日軍第3師團與第11師團自8月23日登陸至30日期間，承受傷亡至少1,500名，以此可見國軍抵抗之頑強。
8月31日，蔣日記寫道：「我軍轉入被動地位矣。」。

## 九月進攻階段
9月1日，吳淞失陷，日軍在楊樹浦登陸進犯:91。日軍淺間支隊佔領獅子林炮臺。9月1日至9月7日，吳淞、獅子林、寶山相繼失守:67。
9月2日，日軍岸上兵力遭國民革命軍第十八軍阻於羅店一帶，原欲用在青島方面的天谷支隊轉派增援上海到達吳淞外海，沿吳淞鎮、月浦鎮、羅店鎮的路線推進。9月2日起，日军重兵进攻三官堂第六师阵地，并强渡泗塘河，被击退。
9月3日，蔣督促張發奎在金山衛構築防禦工事，但隨著10月蕰藻浜、大場告急，原杭州海防駐軍移調，造成防務空虛。9月3日至4日，日军连续向三官堂一带进犯。第六师十八旅奋勇阻击，歼敌不少，但该旅伤亡甚众，旅长翁国华和团长朱福星负伤。
9月5日，日軍淺間支隊聯合天谷支隊突破月浦鎮東方陣地。日軍分三步驟進攻：第一步由飛機密集轟炸，再升起觀測氣球，由砲兵及艦炮進行砲擊，摧毀守軍工事。第二步以戰車掩護步兵推進，砲兵、飛機持續阻絕國軍增援。第三步以突破之缺口向國軍陣地左右席捲，每前進一小段就構築機槍掩體，防堵守軍反擊。
是日晨，日軍分由吴淞、张华浜和沙龙口夹击宝山至三官堂阵地。第六师腹背受敌，各村落都被烧夷，火药局守兵全部牺牲，第十七旅旅长丁友松以下伤亡过半，相持至午，该师退守泗塘河。敌军越过泗塘河桥向西侵犯，于是，狮子林、吴淞间联系通道被敌打通，而宝山城中国守军由此陷入重围。日本首相近衛文磨發表演說：「中國方面利用帝國之忍讓，侮日抗日之勢愈加高漲，戰局終於波及華中。至此，政府認為採取從來消極局部之手段已不能收拾局面，不得不積極全面對中國軍斷然給予一擊。」
9月6日，國軍第98師師長夏楚中奉令死守寶山。寶山守軍第583團第3營姚子青電報：「敵兵艦30餘艘排列城東門江面，飛機10餘架轟擊各城門……職決遵命死守。」師長覆電：「戰至一兵一卒亦須固守，準備充分巷戰，萬一城垣被陷，亦當與敵偕亡於城中。」姚子青陣亡於東門，除一人翻牆逃出外，守軍全數陣亡。陳誠：「激戰至6日十時，卒以傷亡殆盡，無法支持，全營官兵自營長以下偕城作壯烈之犠牲。」姚子青如此拼死壯舉震撼中國。國軍傷亡過重，國民政府下達第二期作戰計畫，命令各部隊停止現有攻勢，轉赴各預定陣地防制。第二期作戰指導：「如不能達到各個擊破敵人之目的時。依狀況後退至敵艦砲射程外，以決戰目的佔領陣地，乘敵海陸軍火力不能協調之際，發揚我精神與物質之威力」。
9月8日，松江站遭到日軍空襲。五節車廂被炸毀，至少有300名平民遇難。中華民國空軍三度空襲出雲號裝甲巡洋艦。
9月9日，日本宣佈全國轉向戰時體制，下令進行第六次動員。
9月10日，日軍西村敏雄少佐視查完上海戰況回報：「中國軍的抵抗確實頑強，無論被包圍或被砲轟均絕對不後退。派遣軍之臨時動員以軍艦運輸而後續部隊跟不上，使兩師團陷入苦戰。」日本陸軍認為上海方面兵力過少，即使增兵也只是杯水車薪，但由於必需突破上海方面的悲慘戰況，最終不得不同意增兵。日軍統率部決定增強上海派遣軍之兵力。
9月11日，張發奎集團軍（右翼集團軍）轉進至杭州灣北岸；張治中集團軍（中央集團軍）退至瀏河、羅店、蕰藻浜；陳誠集團軍（左翼集團軍）退守江灣、洋涇一線陣地:155。國軍第三戰區司令電：「為整理淞滬嘉瀏一帶陣線，節約兵力，俾達韌強抗戰之目的，第九、十五集團軍即刻轉移。第九集團軍北站、江灣、蕰藻浜右岸之線轉移，佔領預築陣地，但需節約兵力……」日本發佈對第9、第13、第101師團及第3飛行團之上海派遣令（臨參命第99號）。採取不擴大方針的第一作戰部長石原莞爾隨即呈報辭職，轉調關東軍副參謀長，原職由下村定少將繼任。
日軍天谷支隊（下轄步兵第12聯隊與山砲兵1個大隊）在9月4日登陸後，僅僅作戰10天，兵力就從4,000多人大幅減員至900多人，足見其登陸後遭遇抵抗之強烈。

## 國際情勢演變
英國政治戰略長期以來不重視華北，集中力量巨額投資華南和長江，加強同國民政府金融聯繫，希望「和平」解決北方衝突，只要地方性妥協，不會搞中日經濟集團；美國官方態度是與他們無關，泛泛同情中國:107。9月12日，中國正式向國際聯盟控訴侵華事變，自13日開始召開第18屆國際聯盟總會，日本以中日問題應由兩國自行解決為方針拒絕參與會議。在日軍進攻上海後，日軍以上海公共租界工業區楊樹浦作根據地，沒有考慮英國在此投資1億英鎊之利益，決心迫使南京完全屈服，因此在華英商堅決親華；美國一向堅持「門戶開放」，表明重視中國市場，重申孤立主義，在受威脅地區被要求撤出，10月5日美國總統富蘭克林·德拉諾·羅斯福在芝加哥演說預示改變政策，10月6日美國國務院發表聲明譴責日本侵略和破壞九國公約:107。於9月27日召開國際聯盟委員會，通過谴责日本軍機轟炸中國無防備都市的決議。
9月14日，日軍重藤支隊登陸貴陽灣，納入第11師團指揮。日軍攻擊重點放在羅店鎮南方。何應欽：「日軍在滬共約12萬人，不獨炮火優於我軍，即人數亦已相當。」

## 中國第一期防禦
9月15日，中國防線從江邊移開，撤出日本海軍火力圈，圍繞上海北站固定軸心，戰線長40英里:90。9月17日，中國軍隊撤至北站、江灣、廟行、雙草墩﹙羅店西南﹚一線，繼續與日軍激戰:67。舞廳、戲院、飯店都變成醫院收容傷員，婦女自願當護士，童子軍白天深入戰場搶運傷兵，商會、工會募捐大批款項購買補給品和慰勞品，上海抗敵後援會向國軍供應一切所需:91。
9月20日，蔣親自兼任第三戰區司令長官:67。國民政府軍事委員會將後方到達部隊編組成第十九集團軍，加入左翼作戰。兒童收集香煙錫箔和空罐頭筒，裝上金屬碎片，做成簡易手榴彈；數萬人同戰壕戰士建立定期通信關係，為傷員和康復人員安排各種娛樂節目和講課班，中小學生到醫院替文盲戰士寫家信:91-92。
9月21日，中國軍隊調整部署:67。國府軍事委員會調整第三戰區部署：顧祝同任副司令長官，朱紹良任中央作戰司令，陳誠任左翼作戰司令、前敵總指揮，張發奎任右翼作戰司令。馮玉祥調任華北第六戰區司令官。此時，日軍到上海參戰有第11、第3兩個整師及第13、第16、第101、第9師各一部，計10萬餘人，炮300餘門，坦克200餘輛，飛機200餘架，與中國第九、第五、第十九集團軍對峙於北站、楊行、施相公廟、瀏河一線，展開激烈攻守戰:67。文化工作者全國抗敵聯合會在上海全市建立幾百個分會，會員總數超過10萬人；作家、教師、新聞記者一方面堅持本職工作，一方面每天晚上承擔講課任務:92-93。日第3、第13師主力又進攻瀏河公路，被中國軍隊遏阻:67。
9月23日，張治中辭去前線職務，轉調中國大本營管理部部長。顧祝同身邊的參謀曾振：「張治中在上海初期作戰時，喜歡在報上發表戰況，以英雄人物自許，無非是想出風頭，博得好評；報紙也有些替他吹的。委員長見報，便屢次告誡，不要發表談話，他哪忍得住悠悠之口？而上海那些記者，偏偏每天必來……最後大概是受了委員長一頓罵，顧副司令長官也勸他不要說了，張治中才不再發表談話。」
9月22日，日軍谷川支隊開始登陸；第101師團於吳淞、上海之間登陸，朝第3師團左翼推進。日軍主力突穿國軍第十八軍陣地。同日，65架日機空襲南京，轟炸30個地方:83。
9月26日，江灣、閘北中國守軍在煙幕彈掩護下進攻，中國軍隊退至大場、新涇橋、唐家橋帶:67。
9月27日，日軍第9師團於吳淞、上海之間登陸。
9月30日，日步、炮、空協同全線進攻，相繼突破萬橋、嚴宅、陸橋陣地，全線轉移陳行、廣福、施相公廟、瀏河一線:67。

## 中國第二期防禦
10月1日，日軍第13師團於吳淞、上海之間登陸，被定位為二線兵團。10月4日，日本作戰部長下村定召開會議研究「是否擴大華北方面的作戰以實施山東作戰，或將其停留於適當戰線轉用兵團於上海方面」，作戰課課長武藤章強調應實施山東作戰，但內部最終決定：「目前最重要的任務在上海方面的積極行動，以期獲得戰果。」隔日，決定轉用華北兵力將主戰場移至上海。下村定部長的著眼點在於想將敵軍主力予以擊破，截斷上海經濟迫使國民政府屈服。預定再派遣一個軍於10月30日在金山衛登陸，此登陸計劃引起參謀本部的爭論，認為準備不足危險性太大，但九國公約在即，最終仍決定斷然實施。日本陸軍省制定〈昭和12年度對華北作戰計劃〉：「對華中方面原計劃以第九軍佔領上海附近，但中國軍隊增加了兵力，構築了防禦工事，因此計劃新編第十軍從杭州灣登陸，兩軍策應向南京作戰。」
10月5日，美國總統羅斯福於芝加哥舉行隔離演說（Quarantine  Speech）：「在沒有宣戰，沒有任何警告或理由的情況下，(日本)正以轟炸無情地殺害包括婦孺在內的平民。⋯⋯愛好和平的國家必須齊心協力捍衛法律和原則，唯有如此才能保障和平。」中國駐美大使王正廷：「美國總統演說，全國響應，中南美各國亦均贊助……美國在九國公約會議可能將主張先禮後兵，設法調停；不遂，與各國採取制裁方法……」但陳公博在巴黎與中國駐歐使節開會後不表樂觀：「因為他們態度都不很積極。」10月6日，日本外務省河相達夫對於美國總統措詞強硬的演說作回應：「現在世界上『有資源國家』與『無資源國家』的爭執，熱烈討論資源、原料分配不公的問題，如不能矯正此不公平，而『有資源國家』拒絕對既得利益讓步時，是否除了戰爭外別無他法？」
10月6日，日軍第101師團下轄之步兵第101聯隊強渡吳淞河，遭遇國軍激烈頑抗而死傷慘重，根據日軍士兵荻島靜夫日記記錄至9日該聯隊便幾乎覆沒，僅存2~300名:25，其中聯隊長加納治雄於11日戰鬥當中陣亡:65。
10月7日，日軍第3、第9師團在國軍第87師及第一軍正面由蕰藻浜北岸強渡，指向大場:67。國軍加以狙擊並激戰數日。
10月8日，日本參謀本部二宮義清少佐視查完上海戰況回報：「日本軍兵力強但缺乏彈藥，軍官死傷因狙擊所致，應改變服裝。中國步兵的戰法在於『緊跟對方步兵』；跟著對方以利用手榴彈或迫擊砲來分勝敗，另外也有避免受日軍炮擊的目的。」，至10月8日，日本陸軍已經4次針對第3師團之人員馬匹缺額進行輸送補充，第1批為補充人員3,325人，第2批則是補充馬匹123匹，第3批為補充人員507人，第4批同為補充人員642人，考量到可能有大量輕傷現地住院人員與傷癒返回單位者未在補充範圍內，該師團傷亡必定極為驚人。10月9日，日本外務省：「日本的行為是屬於自衛。」:393-58110月10日，日軍第11師團下轄之步兵第44聯隊至少戰死543人、戰傷至少1,186人，總計死傷至少1,729人，加上補充進來的士兵，全聯隊也僅存2,058人。10月12日，何應欽：「戰事發生至今，國軍在淞滬死傷達六萬三千餘人。中國空軍損失約四十架，海軍幾已被全滅。」
根據日本上海派遣軍在11月30日製作的人馬現員表，至10月10日，第3師團戰鬥人員現員為10,958人，缺員5,578人，非戰鬥人員現員為8,125人，缺員318人，第9師團戰鬥人員現員為12,982人，缺員4,090人，非戰鬥人員現員10,983人，缺員471人，第11師團戰鬥人員現員11,318人，缺員5,736人，非戰鬥人員現員10,775人，缺員669人（上述數據將軍官與士兵一併計算），第13師團還沒全面接戰所以缺員極低，第101師團則無數據但缺員狀況肯定也十分嚴重，考量日軍各參戰師團屢次補充兵力卻仍有龐大缺員存在，其傷亡必定極其慘重。
10月15日以後，第21集團軍到達:67。而日軍第3師團下轄的步兵第34聯隊與步兵第6聯隊自9月9日登陸至10月15日止，分別至少傷亡1,959人與1,916人，均作戰死傷超過聯隊總人數的一半。根據日本戰後出版的部隊史《靜岡第三十四聯隊史》寫道：“日俄戰爭中，聯隊傷亡超過30%就是被重創，傷亡超過50%就是受到殲滅性打擊，需要撤到後方修整；而在上海會戰中，聯隊已經傷亡高達90%以上，但由於戰鬥慘烈無法撤下來，只能就地補充兵員。”
10月17日，國軍第二十一集團軍到達前線。上海派遣軍戰況並不理想（9月11日至10月20日，日軍只推進5公里），預定於14日對大場鎮的攻擊被迫延期，甚至原先的二線兵團（第13師團）也投入一線作戰，故日本參謀本部決議將主戰場由華北移至華中，在中國東北待命之第18師團及華北之第6、16師團及國內之第114師團、後備部隊兩個聯隊，均使用於上海方面；第16師團，預定由白茆口登陸。由於日本本土僅剩近衛、第7兩師團，顯見參謀本部對上海作戰期待極大。由於上海作戰消耗過大，日軍感到幾乎沒有餘力為而後的太原會戰增加兵力。日本陸軍省要求上海派遣軍於九國公約開會前攻下閘北、嘉定。
10月18日，國軍軍事委員會作戰組第一部劉斐因「不明原因」提供錯誤情報：「日軍有在杭州灣登陸企圖，估計最多一個師，不會對上海戰局有影響。」
至10月18日，日軍第9師團就已經至少傷亡6,000多人，而第101師團死傷更甚於第9師團，傷亡至少近9,000人。

## 中國第三期防禦
10月19日，15萬日軍在上海前線開始「總進攻」，集結大批步兵、700門大炮、150架轟炸機，目標是佔領上海西北大約6英里之大場鎮；10月24日，150架轟炸機全部集中在大場鎮上空轟炸:97-98。顧祝同電何應欽：「聞敵將有三個師團來滬增援，其先頭部隊26日可抵滬。」
日軍第13師團自10月10日便對老陸宅、三家村發動進攻，戰至22日即傷亡慘重，僅下轄的步兵第65聯隊投入作戰僅3到4日一線各個中隊就損失驚人，部分中隊僅存兵力不足一個小隊。至投入作戰10餘日，步兵第65聯隊就至少陣亡616人，部分步兵中隊未負傷人數僅15至25名（等於損失9成左右兵力），幾乎覆沒，負責抵禦的國軍第13師也戰至每個連僅存10多人。
至10月20日正午，日本海軍總共在上海戰場陣亡714人、重傷444人、失蹤17人、另輕傷約950人。
10月22日，日軍第3師團第7回補充人員自衛戊地出發，此批補充人員包括軍官41人、士兵1,717人，總計補充人數為1,758名，考慮到第3師團在此之前已經數次接收補充人員（至10月8日日本陸軍就已經向此師團輸送補充人員3批共4,474人，而10月16日日本陸軍又向第3師團輸送補充人員43人），且可能有大量輕傷現地住院者與傷癒返回單位者未在補充範圍，而第3師團在10月31日定員人數依舊欠員3,176名，該師團傷亡之慘烈可想而知。
10月25日，日軍突破大場、新涇橋陣地:67。
到10月26日，日軍右翼向前推進大約5英里:98。10月26日早，陳誠陣地司令部所在地大場鎮失守，蕰藻浜被日軍突破。江灣、閘北中國守軍向虹橋鎮、小南翔撤退，以一部留蘇州河北岸要點及四行倉庫阻止日軍:67。國軍自上海市區撤退：「本軍以達成持久抗戰之目的，除以一部據守鐵道沿線附近諸點外，將南翔以東陣地逐次轉移於吳淞江南岸。」陳誠、白崇禧、李宗仁均建議撤守蘇州河防線陣地，往吳福線、錫澄線移轉，蔣中正一度同意，但隨後又下令回防。同日，國軍工事盡被日軍大炮飛機轟毀，遂被迫向蘇州河南岸，江橋鎮，小南翔一線後撤，大場廟行即被佔領，同時進攻真如:80。因上海守軍側背受日軍威脅，國軍紛紛自江灣閘北向滬西撤退至蘇州河南岸江橋鎮小南翔新陣地；戰事移至真如彭浦一帶:80。閘北發生大火:80。浦東國軍炮兵仍堅守:80。然日軍付出代價慘重，僅第3師團轄下步兵第6聯隊在進攻大場時便遭遇殲滅性打擊，幾乎消耗殆盡，該聯隊轄下3個步兵大隊之大隊長1死2傷，足見戰況之激烈。
日軍僅第9師團就在自9月27日登岸至10月28日這約一個月時間裡，承受至少戰死2,872名、戰傷6,684名的重大傷亡。其中第9師團下轄的步兵第36聯隊至10月28日便至少陣亡506人、戰傷1,149人，合計至少傷亡1,655人。然上述數據很可能仍嚴重低估第9師團傷亡，因該師團經理部在1938年1月編撰的資料卻顯示該師團自1937年9月上岸至37年底這3個月內承受戰死傷人數累積多達3萬，其中絕大多數應被國軍斃傷於上海陣地作戰，故第9師團於9月27日登岸至10月28日這約一個月時間的實際傷亡肯定遠高於戰死2,872名、戰傷6,684名。
國軍撤出閘北時，10月27日國軍第八十八师忠勇戰士一营，由团附谢晋元，营长杨瑞符率領，潛伏於苏州河畔之四行仓库，掩护大军撤退:80。大場鎮落入日本人之手，國軍開始有秩序撤退:98。事後該營不願離開陣地，宣誓與敵週旋，悲壯激烈:80。女童軍楊惠敏穿過無人區，將一面青天白日滿地紅旗獻給400餘名勇士，在閘北失陷後，國旗依然迎風飄揚:98。仓库上懸國旗，英軍勸其退入租界亦遭拒絕，滬地人士以食物用品慰勞者，不絕於途:80。國軍撤離上海，在西郊打掩護戰，堅持一個多星期，使日本人未能完全包圍上海:98。蘇州河畔國人展望此一幕血之鬥爭，無不感動至泣，全國人心由八百壯士所表現之精神，益為奮發:80。
10月30日，日軍向虬江南岸猛攻，中國軍隊撤至新涇鎮以南抵抗:67。國軍離開上海北站，閘北成為一片火海:98。國軍糧彈俱盡棄守防線，撤入英租界。後被漢奸出賣，繳械俘虜再被轉至南洋作為苦力俘虜營。
10月31日，於苦鬥4日後奉蔣命令，退出最後陣地，移入租界:80-81。日本上海派遣軍為封鎖上海南市，決定攻擊蘇州河南岸的敵軍；第3師團開始渡過蘇州河；翌日第9師團右翼渡河成功。
閘北撤退後，滬西戰事雙方以蘇州河為對峙線，自滬杭路以西至申紀濱為止:81。左翼小南翔迄土地堂一線，敵人以南翔、嘉定為目標，五路進攻:81。土地堂與廣福間拉鋸戰相繼數天，真南路上，炮火連天:81。
是月，孫立人率稅警總團第四團在周家橋成功擊退日軍渡河。但在此役孫立人受到迫擊炮彈攻擊身受十三處創傷，因宋子文之助立即送往香港接受完整治療。

## 上海淪陷
11月3日，日軍數次越過蘇州河:81。11月4日，日軍第13師團接替重藤支隊、永津支隊的長江守備任務。
11月5日以後，日軍第10軍在杭州灣北岸之全公亭、金山衛兩地登陸，日軍兩路猛犯松江:81。是日拂曉，日軍第10軍第6、第18師團及國崎支隊，在全公亭、金絲娘橋、金山衛、漕涇一線登陸，分南北兩路進攻松江橋、閔行及呂巷、太平橋:67。國民政府代表、特務頭子戴笠招募組織射擊和特務團，包括苦力和上海公共租界市政職工共3,000人，負責狙擊和偵察敵人動向，由於漢奸告密，其中500人被日本人炸死於一座建築物裡:95-96。右翼軍命令所部對北路日軍阻擊，雙方鏖戰至11月6日晚，中國軍隊撤到南橋、葉榭附近:67。日軍向黃浦江突進。晚間，國軍副參謀總長白崇禧主張將軍隊撤到吳福線。軍令部長徐永昌：「我軍若撤至吳福陣地，敵必在上海協定線堅固不進，以緩和各國之干涉。日前上海各國領事調解浦東南市作中立區，我以為許之至佳。而反對者有之，持重觀望者有之。在今日說，直是不費之惠。蔣中正則擬固守南市，是又出於純軍事或外交範圍外矣。」:168
11月6日下午，南路日軍攻佔呂巷、廣陳後，於晚間攻佔金山:67。日軍在靠近乍浦之金山衛登陸，到11月8日推進，威脅國軍右翼:98。
11月7日，為統一指揮上海派遣軍及第10軍，日本大本營編成中支那方面軍，由松井石根大將兼任方面軍司令，並下達臨參命600號（統制線）：「將華中方面軍的作戰地區為蘇州、嘉興之線以東。」
11月8日，太原、任縣失守。國軍於晚間下令淞滬戰線向平嘉、吳福線移轉。由於九國公約會議正在召開，蔣中正則電令前線希望再守3日。按日方統計傷亡已達4萬餘人，實則傷亡人數約10萬。
11月9日，青浦、松江經日機轟炸，幾成焦土而淪陷:81。中央軍朱紹良部開始向青浦、白鶴港轉移，左翼陳誠部同時西撤，右翼翼軍張發奎部撤至蘇嘉線附近:67。日軍第3師團向龍華推進，第9師團向高家灣追擊。蔣下令撤退，但部隊秩序已經混亂，國軍兵分兩路（北路沿京滬鐵路，南路沿蘇州河）向南京及杭州撤走，因日軍戰鬥機不停朝沿路退兵機槍掃射，國府軍此階段傷亡尤為慘重。
日軍僅第9師團就在9月27日至11月9日這段期間，至少承受戰死3,833名、受傷8,527名的重大傷亡，然第9師團經理部在1938年1月編撰的資料顯示該師團自1937年9月上岸至37年底這3個月內承受戰死傷人數累積多達3萬，絕大多數應被國軍斃傷於上海陣地作戰，以此可見戰死3,833名、受傷8,527名的估計仍舊是嚴重低估日軍第9師團之作戰傷亡。
根據日方戰後出版的部隊史《若松聯隊回想錄》所記錄，第13師團下轄之步兵第65聯隊於10月3日至11月11日至少陣亡620人，包括軍官30人、下士官170人、兵420人，考量該聯隊10月10日至隔年1月初接收5批次補充人員，其中包括10月10日接收下士官兵55名，10月24日接收軍官24名、下士官兵399名，12月5日接收軍官17名、下士官兵357名，12月17日接收軍官13名、下士官兵414名，隔年1月3日接收軍官8名、下士官兵362名，共計1,649人，且重傷致殘者以外的傷兵應不在補充範圍內，實際陣亡人數極可能遠高於620名。
中國軍隊奮勇迎擊，寸土必爭，日軍因正面進攻挫敗，乃於11月初以重兵自杭州灣北岸登陸，中國軍隊後路受威脅，乃於11月11日全線撤退，重作佈置:112頁。南市孤軍苦戰3日，於11月11日撤退，浦東亦為日本佔領:81。11月12日夜，上海市區全部陷落，淞滬會戰結束:67。日軍攻佔上海後，進攻南京。

## 會戰之後

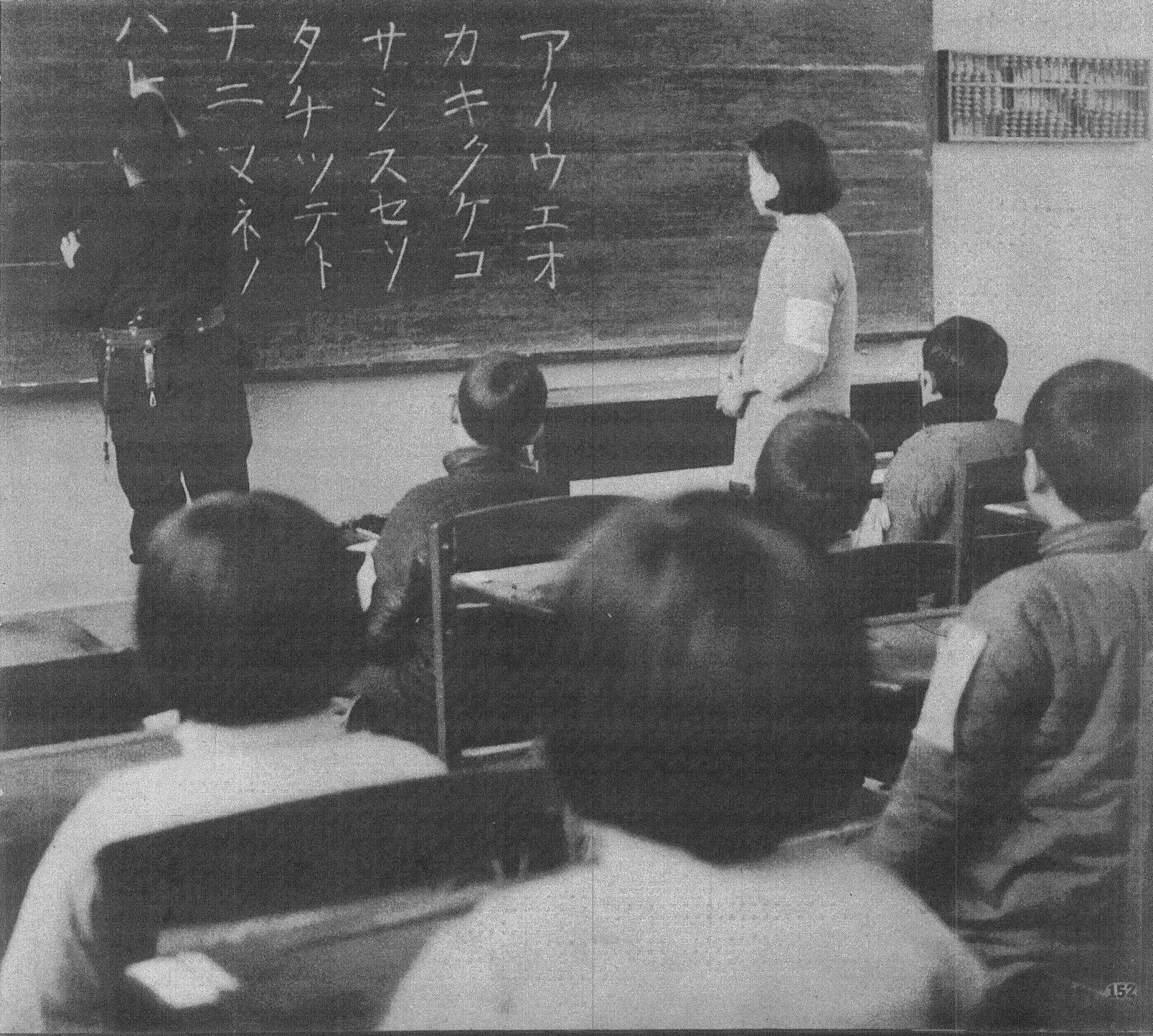
淞沪会战後，長江門戶頓開。1938年1月20日，日本軍官在日佔區——江蘇鎮江——教中國人日語。

11月13日，國民政府發表自上海撤退之聲明：「各地戰士，聞義赴難，朝命夕至，其在前線以血肉之軀，築成壕塹，有死無退，陣地化為灰燼，軍心仍堅如鐵石，陷陣之勇，死事之烈，實足以昭示民族獨立之精神，奠定中華復興之基礎。」同日，日軍第16師團在太倉附近白茆口登陸:81。國軍於月中由太倉、崑山、瀏河撤退，將全線調整，東起福山，經常熟，越蘇州、吳江、平望，西接嘉興，東南迄乍浦至獨山:81。日軍向支塘鎮前進。國軍第十五、第二十一集團軍一部進入常福陣地。間諜早就告訴日本人有空檔地方和守兵薄弱之據點，在德國軍事顧問堅持下，南京建造一系列堅固堡壘實際上不戰而撤:101。
至11月13日，日軍第9師團下轄之步兵第36聯隊作戰傷亡人數總共多達至少2,480人，該聯隊投入作戰僅41天便有如此慘重之傷亡，而日俄戰爭當中的旅順要塞攻防戰，該聯隊則是5個月內死傷3,554人。然考慮到第9師團經理部在1938年1月編撰的資料顯示該師團自1937年9月上岸至37年底這3個月內承受戰死傷人數累積多達3萬，絕大多數應被國軍斃傷於上海陣地作戰，所以該聯隊的實際傷亡人數應大幅高於2,480人。而第9師團至11月12日發動追擊戰時，下轄4個步兵聯隊都已各2次接收補充人員，每次補充1,100多人，合計4個步兵聯隊共接收補充人員約9,000人，若加上後勤支援與指揮單位所接收的補充人員數量，第9師團合計接收補充人員約10,000多人，再考慮經短暫治療即可返回崗位的輕傷人員數量與未補充之陣亡重傷者人數，第9師團在11月12日追擊戰發起前應死傷不下2萬。
11月15日，蔣召集會議，希望國軍努力抵抗掩護遷都。南京撤退開始:103。同日日本陸軍輸送第11回補充人員供給至第3師團，20日則輸送第12回補充人員供給至第3師團，此二批補充人員人數分別為424人與1,713人，第8、9、10回補充狀況不詳，考量有大量輕傷現地住院人員與傷癒歸返單位者應不在補充範圍內，該師團之傷亡慘重由此可見，日軍第3師團雖然歷經多次整補，11月20日該師團定員依舊欠缺2,938人。另外日軍第6師團自11月5日投入作戰，至15日至少戰死220人，戰傷681人，合計作戰傷亡901人。
11月19日，國軍下令棄守吳福線。徐永昌：「九時悉嘉興被敵佔領，我軍退至距城數里之線。又南潯亦為敵佔領。常州顧墨三（祝同）電話，蘇州為敵佔領，已退無錫、江陰之線。因偕往蔣先生處，決定不必再論守城，祗求江陰至長安之線能多守幾日。據何敬之（應欽）云：僅軍政部之要品須一百列車方能運走。」
11月20日，蘇州失守。同日，南京告急時，國民政府即移駐四川省之重慶，建為陪都，主要軍政機關則在漢口辦公:85。到11月中旬，日軍和南京之間只有一支國軍迅速喪失戰鬥力撤退，直接威脅南京:101。11月23日，日軍至無錫:81。11月26日，國軍下令棄守錫澄線，上海戰役結束。蔣介石日記中留下：「竟不分步驟，全線盡撤，絕無規律，痛心盍極！」
11月27日至12月7日，江陰要塞因彈盡援絕失陷:38。宋美齡在戰爭期間親赴上海戰場慰問官兵，遭日軍炸傷出國醫治。
第13師團下轄之步兵第65聯隊從10月10日至隔年1月3日共接收5批次補充人員，其中包括10月10日接收下士官兵55名，10月24日接收軍官24名、下士官兵399名，12月5日接收軍官17名、下士官兵357名，12月17日接收軍官13名、下士官兵414名，隔年1月3日接收軍官8名、下士官兵362名，共計1,649人，重傷致殘者以外的傷兵應不在補充範圍內，以此足見該聯隊於本次會戰遭遇毀滅性打擊。

## 戰後統計
8月13日戰事爆發，廠礦遷移委員會成立，工廠內遷至1940年大體結束。內遷企業中67％是重工業，至1940年經政府部間協助內遷之技工約12,164人，其中機器業5,968人:863。
依日方統計：淞滬戰場陣亡9,115名，負傷31,257名，合計40,672名。根據日本防衛廳所著作的《中國事變陸軍作戰史》表示，日軍實際傷亡是98,417人，日軍公開發布的4萬多人明顯縮水:194。何應欽個人統計：國軍死傷約187,200名:237。這次戰役，日軍傷亡6萬多人，被中國軍隊擊毁、擊傷飛機120多架，艦船20餘艘:283。日軍僅第3與第11師團的作戰傷亡人數都突破14,000人，而第9師團作戰僅一個月傷亡人數就至少有12,360人（然第3、第9與第11師團傷亡都絕對不僅於此，因至10月22日日本陸軍就輸送至少6,275名補充人員至第3師團，10月31日該師團定員卻依舊欠缺3,176人，接著有3次接收補充狀況不詳，日本陸軍本土留守單位又於11月15日與11月20日這兩日各輸送一批補充人員到第3師團，分別為424人與1,713人，考量有大量輕傷現地住院者與傷癒返回單位者應不在補充範圍內，第3師團傷亡或可突破2萬，與第3師團同時參戰的第11師團傷亡狀況應大致相當，至於第9師團方面，其經理部在1938年1月編撰的資料顯示該師團自1937年9月上岸至37年底這3個月內承受戰死傷人數累積多達3萬，絕大多數應被國軍斃傷於上海陣地作戰）。計淞滬之戰前後3個月，日軍死傷逾10萬人，中國軍隊浴血苦戰，尤以八百孤軍之困守四行倉庫:112。

## 后果与评价

### 对战局的影响
淞沪会战挫敗日軍中央突破、速戰速勝之戰略意圖，迫使日軍在華北戰場上轉攻為守，在青島地區暫停軍事行動，打亂日本軍國主義者侵華之全盤計劃，使他們未能3個月滅亡中國:283。從國際上來說，使中國財政部長孔祥熙在歐洲之行中借到大筆貸款來購買武器：從英國借到1億3千5百萬元；從瑞士和荷蘭財團借到2千3百萬元；從捷克斯洛伐克之斯科達工廠借到5千萬元:100。它是中國局部抗戰轉向全面抗戰之歷史轉折點，在國際反法西斯鬥爭中佔有極重要地位:283。國民政府各部門加緊實行軍事管制，全國都在動員年輕人接受軍事訓練:112。
白崇禧對淞滬戰役之檢討：「對日軍之檢討：1. 敵人利用淞滬沿海之形勢，發揮陸海空三軍聯合作戰之威力，以裝備之優良，訓練之純熟，發揮各兵種在戰場上之戰力，予我軍創傷甚重。 2. 日軍官兵在戰場上均能發揮奮鬥犧牲，前仆後繼，有武士道與大和魂之精神，彼雖為我之敵人，亦應取其所長而效法之。 3. 敵人之紀律太差，對民眾姦淫、擄掠無所不為。我軍雖裝備不如敵人，因日軍之行為所激起同仇敵愾之心理，卻為抗日戰事中激發精神之利器。 對國軍之檢討：1. 國軍官兵深具民族意識與國家觀念，於淞滬戰場雖制空、制海權操之於敵手，而我方之裝備訓練亦遠不如敵人，然我軍悉能以血肉之軀與日軍相抗，其視死如歸之精神可歌可泣。 2. 我軍以劣勢之陸軍裝備，抵抗敵軍海陸空聯合作戰之優勢，所憑藉的全是愛國精神。自8月13日至11月9日將及三個月，我軍傷亡雖重，但敵人損失也不少。打破日軍閥三個月征服中國之迷夢。 3. 我軍因無空軍掩護，炮兵又少，攻堅非常困難。抗戰期間，我軍攻陷敵人堅固陣地之戰役，固不乏其例，如昆侖關與密支那兩埸戰役，但終屬少數，考其原因乃在於武裝不如敵人。 4. 日軍炮火猛烈，又有空軍掩護，我軍進攻效果很少。 5. 我軍訓練遠不如敵人，使用同一武器之命中率亦遠遜於敵人，步兵對輕重武器因訓練不精，不能使用自如。未發揮較大之威力。」:3-4
外國列強認識到，一旦日本勝利，在華利益是得不到保障；通過國際聯盟、布魯塞爾之九國會議和美國總統羅斯福強力聲明，正式遣責日本侵略:100。中國軍隊之犧牲精神和戰鬥能力，贏得各國軍事觀察家高度評價:283。中國贏得世界人民同情和聲援，他們充分了解中日戰爭第一個大戰役，因為戰爭是在一個國際大港口進行:100。英國《泰晤士報》1937年10月28日社論中說：「十週之英勇抵抗，已足造成中國堪稱軍事國家之榮譽」；「一般所認為不能保持一日之陣地，彼等竟守至十週之久，此種奇跡，自屬難能可貴」:44。1937年10月，英國不希望懲罰日本，促成九國公約簽字國之布魯塞爾會議，由美國牽頭，邀請蘇聯參加，日本和德國沒有出席會議；在意大利反對下，會議只通過一項敦促「和平解決」之決議便休會:109。英國《新聞紀事報》10月28日社論也說：「華軍在滬抵抗日軍攻擊之戰績，實為歷史中最英勇光榮的一頁。」:45
淞滬之戰，日軍共投入2個軍9個師團約30萬人，比整個華北戰場日軍全部兵力多出2個師團:356。10月，日本恢復對華北攻勢:101。經過3個月戰鬥，日軍傷亡10萬多人，令「速戰速決」、「三個月解決中國事變」的意圖失敗，提高了中國國民抗戰鬥志與士氣:356。11月8日，板垣師團開進山西太原:101。
總計國民政府在這場戰爭除了中央軍外，先後各派系部隊共78個師、7個獨立旅、3個暫編旅、中央軍校教導總隊、炮兵7團、財政部稅警總團、憲兵1個團、上海市保安總團、上海市警察總隊、江蘇省保安團4個團，3隊海軍艦隊，兵力總數60萬人以上。精锐部队如第八十七師、第八十八師以及久經訓練、裝備精良之財政部稅警總團都被全完消滅，國軍總共犧牲30多萬人:101。
此外，《李宗仁回忆录》中指出：“當時我軍參戰約五十餘師，戰鬥兵員在六十萬左右，約全國兵力的百分之六十。當時淞滬戰場離蘇嘉鐵路第一道國防線尚有百餘華里。投入戰場人數既多，然而上海是十里洋場，四面平曠，無險可守，日軍陸海空三軍的火力可盡量發揮，我軍等於陷入一座大熔鐵爐，任其焦煉。敵方炮火之猛，猛到我炮兵白日無法發炮，而夜間又無法尋找目標，只是盲目轟擊。所以淞滬之戰，簡直是以我們的血肉之軀來填入敵人的火海。每小時的死傷輒以千計，犧牲的壯烈，在中華民族抵禦外來的歷史上，鮮有前例。……是我國抗戰八年，犧牲最大，戰鬥最慘的一役。”蒋中正知道国军只有极小机会获胜，上海将会失去。12月6日，蔣介石從武漢向全國發表廣播講話，分析中國面臨之問題，並保證要繼續抗戰:112。1938年11月28日，蔣在第一次南嶽軍事會議開會訓詞：「（敵人）乘虛在杭州金山衛登陸，這是由於我們對側背的疏忽，且太輕視敵軍，所以將該方面佈防部隊全部抽調到正面來，以致整個計劃受了打擊，國家受了很大的損失。這是我統帥應負最大的責任，實在對不起國家！」:545
馮玉祥說：“我們的部隊，每天一個師又一個師投入戰場，有的不到3個小時就死了一半，有的支援5個小時死了三分之二，這個戰場就像大熔爐一般，填進去就熔化了！”
除了軍隊的耗損以外，淞滬會戰後期毫無章法的總撤退使整個戰線完全潰散。11月10日早上，蒋急忙下令从上海撤退，整个撤退乱成一团，最后，撤退变成了“溃败”。日後創造長沙大捷的名將薛岳回憶11月11日傍晚，他正在安亭司令部与67师师长黄维通电话时，突遭日军攻击，通话中断。他急令特务营抵抗，同时率人员撤退，特务营全部牺牲。途中雪铁龙车又遭日军袭击，司机、副官和卫士全部中弹殉职。此时薛岳正感冒发烧，急忙打开车门，跳到路旁的稻田中，游过河沟幸免于难。薛岳爬上河对岸后，又乏又冻，加之重疾高烧，躺卧在公路边，幸好国军五十四军十四师一支部队恰好经过，被送至崑山療養。胡宗南随第一軍撤退到青浦西北，司令部和警卫连幾被全歼，牺牲巨大，身边只剩下幾個人，他在11月20日致信戴笠说：“黄埔部队多已打完，无人撑持，其余当然望风而溃矣。”:83甚至有人指出10年后蒋在淮海戰役惨败的影子，早在1937年岁末就曾在上海闪现过，“在同一地方连连摔倒，这是蒋中正军事上最拙劣之处”。隨著戰爭進展，中國不得不得不從全國各地調集精兵來補充嚴重損失:101。
淞沪会战向全世界展示中國及其軍隊嶄新一面，使人們看到日本軍事力量在有利戰略形勢下用三個月才佔領上海:100。12月13日，日軍打入南京，洗劫難民，姦淫擄掠；國軍撤退時遭受損失，有些人來不及撤退:112。
中國工業實行軍事管制，數十萬人修建新軍事公路連結蘇聯；立法院院長孫科前往蘇聯、英國和法國，爭取支持中國長期抗戰:115。從政治上來說，使國內動搖分子也有信心，認識中國力量:100。

### 对中国政治的长期影响
各種抗日政治派別代表在武漢商討聯合行動之措施:116。1938年1月15日，根據中央政府特別授權，晉察冀邊區政府在五台山正式成立，在山西、察哈爾及河北省共擁有10萬遊擊隊員:66。淞滬會戰後大量的游勇散兵，國民政府無力加以收編，因此成為各地土匪游擊隊造成後方百姓的困擾，或者被中國共產黨加以吸收，使得八路軍與新四軍的實力急速強化，到1940年7月7日時八路軍、新四軍已發展到五十萬人。

### 对上海城市发展的影响
上海的苏州河以北地区，包括上海公共租界的北区和东区，以及闸北华界，由于控制了黄浦江下游岸线，和陆上门户火车站，曾经是20世纪初上海城市发展最迅速的地区。
淞沪会战期间，闸北成为中日两军对峙的前线，几乎100％毁于战火，新市区的损失达到70％，此外南市区和吴淞的损失也相当严重。
上海进入日據时期后，上海城市的精华完全集中于苏州河以南面积有限的租界地区，此后除虹口租界外，苏州河以北地区严重衰落，对上海后来的城市发展造成了长期性影响。

### 陣亡將軍
1. 朱耀华中将。字强生，湖南长沙人，国军第78军第18师师长。1937年10月24日拂晓，日军在150架轰炸机，10余辆坦克掩护下，集中兵力猛攻18师驻守的大场镇，18师官兵苦战3日，万余官兵牺牲，大场镇失守，举枪自尽殉国。（但另据资料，称因卫兵阻拦朱耀华自杀未果，但亦受伤致残，后曾任第八战区军法执行部执行监。20世纪50年代初在中共镇反运动中被杀。）
2. 吴克仁中将。字静山，黑龙江宁安人，满族，保定军官学校5期炮科毕业，国军第67军军长。所辖107 、108师是淞沪抗战中最后赶到战场的原东北军主力，1937年11月8日拂晓，日寇柳川第10军主力渡过黄埔江。9日，吴将军在掩护上海守军撤退时，在白鹤港遭到日军便衣队袭击，壮烈牺牲。
3. 路景荣少将。江苏武进人，1902年生，黄埔四期毕业，国军第98师583团团长，师部少将参谋长。1937年9月10号在上海月浦与日军激战中牺牲，时年35岁。
4. 李友梅少将。字竹三，广东五华人，1908年生，黄埔四期毕业，国军第1军第1师第4团团长。1937年9月18日，在淞沪会战顾家宅之役中牺牲，时年29岁。
5. 杨杰少将。字子英，河北容城人，1895年生，黄埔四期毕业，国军第1军第1师第1旅副旅长。1937年10月11日，在淞沪会战顾家宅之役中牺牲，时年41岁。
6. 庞汉祯少将。字胤宗，广西靖西县人，壮族，1899年生，广西陆军讲武堂及中央军校南宁分校高级班毕业，国军第7军第21集团军第170师第510旅旅长。1937年10月23日下午3时，在陈家行指挥战斗中，被日軍火炮击中牺牲，时年 38岁，后追晉陆军中将。
7. 秦霖少将。字松涛，广西桂林人，1900年生，广西陆军讲武堂毕业，国军第7军第171师第511旅旅长。1937年10月23日，秦霖将军在日机轰炸中不幸中弹牺牲，时年37岁，后追晉陆军中将。
8. 黄梅兴少将。字敬中，广东梅县客家人，1897年生，黄埔一期毕业，国军第9集团军第88师第264旅少將旅长。8 月14日下午3时许，黄梅兴将军亲临前线指挥，在爱国女校附近被日军迫击炮弹击中，壮烈殉国，时年40岁。一同殉国的还有旅部参谋主任邓洸中校及通讯排官兵30余人。黄梅兴将军是淞沪抗战国军牺牲的第一位高级将领，后追晉陆军中将。
9. 宫惠民少将。字剑豪，广东曲江人，黄埔四期毕业，国军第4军第90师第270旅旅长。1937年10月28日在嘉定清水显牺牲，时年31岁。
10. 刘启文少将。河南南阳人，保定军官学校毕业，国军第67军第108师第322旅旅长。1937年11月8日在石湖荡与日军激战中牺牲。
11. 蔡炳炎少将。字洁宜，安徽合肥人，黄埔一期毕业，国军第18军第67师第201旅少将旅长。淞沪抗战中有“血肉磨坊”之称的罗店争夺战中，8月27日晨，蔡炳炎将军亲率402团两个营攻击罗店日军，不幸中弹阵亡，时年35岁，后追晉陆军中将。
12. 吴桐岗少将。辽宁人，国军第67军参谋长，1937年11月8日在上海松江与日军激战中牺牲。
13. 邓玉琢少将。辽宁东港人，国军第67军第107师参谋长。1937年11月9日在上海松江与敌激战中牺牲。
14. 朱之荣少将。辽宁人，国军第67军第107师第321旅旅长。1937年11月10日在上海松江与日军激战中牺牲。
15. 李伯蛟少将。湖南邵阳人，早年投军，国军第28军第63师第187旅旅长。1937年11月在上海金山卫阻击日军登陆部队，激战中牺牲。
16. 吴继光少将。江苏盱眙人，1903年生，黄埔二期毕业，1937年11月11日在白鹤港与日军激战中牺牲，时年34岁，后追晉陆军中将

## 各類評論、檢討
蔣介石：「上海開戰以後，我忠勇將士在淞滬陣地正與敵人以絕大打擊的時候，敵人以計不得逞，遂乘虛在杭州灣金山衛登陸。這是由我們對側背的疏忽，且太輕視敵軍；所以將該方面佈防部隊全部抽調到正面。以致整個計畫受到了打擊；國家受了很大的損失。這是我統帥應負最大的責任，實在對不起國家！」「緒戰第一星期，不能用全力消滅滬上敵軍。何應欽部長未將巷戰及攻擊武器發給使用，待我想到，催發戰車與平射炮，已過其時……何應欽誤事誤國，亦我想到太遲之過也。」「由大場撤退至蘇州河南岸以後，以張發奎為指揮官，使金山衛、乍浦一帶無人負責，不注重側背之重要，只注意浦東之兵力不足，調金山、乍浦大部移防浦東，乃使敵軍得乘虛而入，此為我戰略最大之失敗也。」
- 張治中：「上海之未能一次總佔領，統帥部失機於先，叫我停止攻擊；後來大戰展開，除陸軍外，又沒有配合有力的空軍。」
- 第九集團軍作戰課長史說：「部隊方面，必須學會對堅固據點的攻堅戰術，但當時部隊軍官缺乏攻堅知識與經驗，又沒有威力強大的武器……初期攻擊日海軍陸戰隊司令部，就不知道用重砲直接瞄準去破壞和壓制日軍火力點以及接近爆破」[97]:75
- 胡宗南身邊的參謀于達：「革命軍積下一個很不良的習慣，其原因可能是蔣委員長對於底下的「學生」很不放心，而事事干預他們。打仗是瞬息萬變的，等委員長看到前線電報已經過了好幾天，戰況早變了，必打敗仗的，此乃源於「毛頭小子不放心」的心理。而師長也常越級指揮下級團長，常使旅長不知兵在何處。不放心和越級指揮造成作戰能力低落。」
- 孫元良：「國軍雖動員了優勢兵力，但機動運輸集結力不足，結果演變成車輪戰，始終沒有足夠的預備兵團，給了日軍各個擊破的機會。」[98]:208
- 法肯豪森：「雙方海空火力落差太大，國軍僅能用夜暗期間，日軍海空兵力無法發揮優勢時，對白晝日軍所佔據之村落進行反攻。」
- 陳誠：「附近各縣地方官員負責者，事先不組織民眾，事後不知動員抵抗，這也是我們作戰中極大的缺點。」「漢奸太厲害了，敵機一來總部到處都是小鏡子，一閃一閃地向敵人指示目標。夜間則發信號彈，捉不勝捉。」
- 顧祝同：「大場情況變化後，閘北陣地側背完全暴露，必須調整態勢。但國際聯盟11月初要在日內瓦開會，會中要接受我國控訴，將討論如何制止日軍侵略行為，所以委員長有意要留在閘北作戰……盡量爭取時間，喚取友邦同情。」
- 顧維鈞為九國公約會議與淞滬會戰的關連作分析：「西方人士一開始就認定，中國是個政治不團結，軍事上又渙散落後的國家，……西方認為中國的抵抗無濟於事，日本終究要佔領中國，那麼向中國提供援助又有何用，認為抗戰不可能持久……問題在於，是運用這些軍隊堅守上海，從而在國外產生心理上的效果呢，還是要後撤至一個偏僻角落進行戰鬥。這地方不為任何人所知也就不會有任何人關心，但損失是相同的。全世界都知道上海是什麼地方，戰鬥為了什麼。在上海集中了西方各國最大利益，……所以我們主張政府盡可能堅守上海線。」「不幸的是，中國軍事最終惡化了。恰巧又與11月15日美國新國會孤立主義碰在一起，這此因素導致布魯塞爾會議上一些主要代表團都催促趕快結束會議，……事情很明顯，以後再也不可能有何作為了。」「雖然羅斯福看出了當時歐洲與東亞方面的危機，但美國國內民意上的姑息壓力使其無法有實質作為。」陳誠：「戰略原是達成政略的一種手段。但是戰爭既啟，就應該以戰略為主，不能因為政略牽制戰略。因為戰略保持勝利的時候，政略的環境就可以跟著好轉。反過來說，如果戰略失敗，就是當初認為有利的政略，亦必跟著惡化。這次戰略受政略影響極大，乃是國家的不幸，並不是國家的錯誤，因為我國本身準備不足，要希望人家援助的關係。」淞滬會戰後期的「死守」被學者形容成「為政略殉」，非出於戰略因素，而是為了國際輿論、民心民氣而戰。蔣中正當時痛苦的表示：「借此戰略關係而撤退，使敵不敢窮追，是於將來之戰局有利，然於九國公約會議之影響，其不良必甚大，使此心苦痛不已。」
- 第88師參謀張柏亭：「委員長訓示政略目的，是強調日本軍閥的侵略行為，而上海是一個國際都市，中外視聽所集，要在國聯開會時，把淞滬戰場的現實景況，帶到會場去……」「孫元良8月12日率先佔領上海北站、寶山路、八字橋、江灣路一線，此獨斷決策對戰局有決定性的影響，使國軍取得閘北軸心陣地。」[99]「淞滬戰場一開打，中國老百姓就開始協助日軍割斷電線、破壞電訊，或擾亂治安、刺探軍情。」
- 白崇禧：「我方裝備訓練遠不如人，全賴血肉之軀與之相抗，打破日本軍閥三個月征服中國之迷夢。上海抗戰原計劃是節節抵抗，故有設吳福線、錫澄線，後因敵人掌握制空權，行軍不易，不能按照原定計劃實施。複以命令下達倉促，部隊準備不周，故原計劃尚未實現便開始撤退。」
- 滕昕雲：「國軍在圍攻時期空軍尚有表現，但隨著戰損增加，任務重心轉為首都防空，使日本在後期取得制空權。在海空劣勢下，反登陸作戰註定不會有太大成就。甚至有些部隊在未與敵人接觸前，就遭到日軍艦砲、航空轟炸而傷亡過半。」『1936年7月，國府財政顧問李茲羅士曾向蔣中正直言：「閣下期望英美支持中國抗日極為不智！」兩者所言皆正確，李茲羅士乃是當下情勢分析；蔣中正則是長遠局勢之發展。』
- 黃仁宇：「德國顧問誤判情勢，認為日軍在金山衛方面的行動應該只是屬於兩棲佯動，藉以吸引國軍注意，並非作戰重點」『苦撐待變即是持久抗戰的主軸，日軍擊破了國軍的抵抗，使國軍蒙受極大損失。蔣中正不會不清楚，他惟有採用長期持久戰略，持續消耗敵人實力，並靜待「國際情勢」的變化，別無他法。』
- 吳相湘：「蔣委員長誘使日軍主攻向由『自北南下』改變為『自東西上』的戰略終成功，一切可按1935年7月持久抗戰的計劃了。」
- 李雲漢：「就原定計劃而言，日本決不能將其兵力用在長江流域，如今卻調集10個師團以上的兵力到了長江流域，而使中國初步達到持久戰略的目的。」
- 蔣緯國：「此役打破日軍速戰速決的企圖，吸引日軍主力到華東，使長江下游之人員、工廠能遷往西南大後方，增加持久抗戰之能力。」
- 重光葵在《昭和之動亂》：「華北戰事擴大，立刻刺激了上海，米內光政海相強硬要求陸軍出兵，參謀本部則堅決反對。這事把政府夾在中間，弄得近衛首相非常難為，結果通過了最低限度的出兵折衷方案，派了三個師，叫松井帶領向上海出發，但仍陷於苦戰。第二次又派柳川以幾個師編成一個軍，從杭州灣登陸，中國軍這才開始退卻。」
- 汪兆銘：「戰被動、和亦被動。就戰來說，自從蘆溝橋事變發生以後，橫著一個「戰給國際看」的念頭。中蘇締結《不侵犯條約》當時，武斷蘇聯必於三個月內出兵參戰。《九國公約》國在比京開會時，武斷會議結果必能制止中日戰爭，一切戰略因此之故，皆處被動，以致敗壞不可收拾。」[100]
- 德國顧問：「自戰鬥開始日軍即掌握了無可爭辯的制空權，對戰局自會產生不利影響。重野戰榴彈炮由於訓練不足與觀測不夠精確，多數均留在後方。過早爆破上海與青浦道路間之橋樑，增加國軍後撤之混亂。」[101]
- 東條英機：「太平洋戰爭前，日本對中國作戰四年以上，以日本國力對復興中強有力的中國作戰，自感國力的不足。」
- 10月28日，英國海通社：「上海十週之英勇抵抗，已足造成中國堪稱軍事國家的榮譽，此乃前所未聞者。」泰晤時報：「華軍已從滑稽故事之迷霧中，脫穎而出，此為近代史中的第一次。」
- 鄭浪平：「事實上，就算國軍事先在杭州灣金山衛待命，也沒有足夠軍力阻擋日軍第十軍三個半師團登陸（日軍1師團約2萬人）。」[102]:401「中國沒有完整與統一的後勤系統，更沒有後備軍人，徵兵制才在試辦階段，因此由各地強徵來的補充兵員，多是沒受過軍事訓練的。」
- 中國大陸的書籍以負面評價為主，一般稱為「片面抗日」、「對九國公約不切實際的幻想」、「安內攘外的誤國政策」、「出賣中國」、「不抵抗主義」、「妥協主義的下場」。台灣學者認為這是「後見之明」、「人為加工」、「與日方交涉是出賣國家的說法欠缺客觀」[103][104][105][106]
- 潘漢年：「主要是由於抗戰已經三月有餘；而對外並未堅決執行獨立自主的外交政策；對內，始終沒有嚴厲打擊政權機構中的親日份子與主和論的官僚政客。……連日來消息所傳不外是調解、妥協、停戰，於是給熱望九國公約會議的同胞們，一個嚴重的心理上的幻滅。……其中南京少數大吏相機進言蔣委員長提議與日直接談判和平，這群漢奸的活動及著名親日份子、和一貫主和的官僚政客，依然追隨最高領袖之左右的事實，有意散佈各種謠言，致使妥協和平空氣瀰布一時。」[107]
- 由於國民政府中央軍如第3、9、14、36、87、88師、稅警總團（德國人稱為鹽師）等部隊是由德國顧問所訓練，第87、88師也派有德籍顧問，因而淞滬會戰的「德式中央軍」被部份外籍人士稱為「德意志戰爭」。10下旬日軍進入閘北時，對國軍的防禦工事讚嘆不已，譽為「現代巷戰之典型陣容」。
- 撥補制度的問題：（可能是陳誠或法國顧問建議的）國軍傷亡過大時，直接將兵員送上前線補充，部隊不換防（整個部隊不撤下來整補）以免換防發生危險，有作戰經驗的老兵也能帶領新補士兵延續經驗，稱為「撥補制度」。代價是，許多前線軍士官已瀕臨死亡仍拒絕後送就醫，因過多新補兵員訓練不夠容易臨陣退縮，要是中下級軍官不在場監督，部眾可能怯敵輕棄陣地，導致精銳幹部與老兵嚴重傷亡，後期無力發動全面反擊。

### 國防線的缺陷
國防線原是由德國顧問實地勘查所設計，但規模龐大非中國財政所能負擔，於是參謀本部李青等人參照德國規劃，擬定出折衷方案的國防線。國防線的工事掩體、交通壕多來不及完成，或找不到掩體、打不開暗鎖，部分工事構築位置、品質不符需求。
- 羅卓英：「吳福陣地與工事無圖參考，無人指示無鑰開門。前線撤退而在國防陣地之軍政要員，尤其兵站、交通、通信等單位卻同時失去連絡，無人負責。江南湖沼河渠交錯，在軍事上非完全障礙，有變成空隙薄弱之虞，須有水面巡防之部署。」

## 纪念
- 上海市宝山区友谊路1号建有上海淞沪抗战纪念馆，用以纪念1932年的一·二八事變和淞沪会战两场战役。
- 中華民國空軍將首次空戰勝利的日期八月十四日訂為紀念日，是為「中華民國空軍節」。

## 外部連結
- 黄仁宇：《从大历史的角度看淞沪会战》
- 國立羅東高級工業職業學校圖書館：八一三淞滬會戰
- 日中戰爭的序幕（日語）
- WW2DB: 第二次上海戰争（页面存档备份，存于）（英文）
- 2014-10-10：上官志標，八百壯士檔案整理 （页面存档备份，存于）